# Modifiche territoriali e amministrative dei comuni del Trentino-Alto Adige
Questa pagina riassume tutte le modifiche territoriali ed amministrative dei comuni trentini e altoatesini dal 16 ottobre 1920 ad oggi.
Il territorio del Trentino-Alto Adige è stato annesso dal Regno d'Italia nel 1920 con l'approvazione del Trattato di Saint-Germain. Tra il 1923 e il 1934 sono passati ad altra regione 6 comuni.
Al censimento del 1921 si contavano 589 comuni. Oggi i comuni della regione sono 282.
| Cod. Belfiore | Comune                       | Prov.              | Anno | Evento                       | Comune                                                      | Prov.        |
| ------------- | ---------------------------- | ------------------ | ---- | ---------------------------- | ----------------------------------------------------------- | ------------ |
| A021          | Acereto                      | TN                 | 1927 | Cambia Provincia a           |                                                             | BZ           |
| A021          | Acereto                      | BZ                 | 1929 | Aggregato al Com. di         | Campo Tures                                                 | BZ           |
| A022          | Acernes                      | TN                 | 1923 | Cambia denominazione in      | Cermes                                                      | TN           |
| A022          | Cermes                       | TN                 | 1927 | Cambia Provincia a           |                                                             | BZ           |
| A090          | Agrone                       | TN                 | 1928 | Aggregato al Nuovo Com. di   | Pieve di Bono                                               | TN           |
| A090          | Agrone                       | TN                 | 2016 | Passa Post Mortem            | da Pieve di Bono a Pieve di Bono-Prezzo                     | TN           |
| A151          | Albes                        | TN                 | 1927 | Cambia Provincia a           |                                                             | BZ           |
| A151          | Albes                        | BZ                 | 1928 | Aggregato al Com. di         | Bressanone                                                  | BZ           |
| A179          | Valdagno                     | TN                 | 1928 | Cambia denominazione in      | Valdagno di Trento                                          | TN           |
| A179          | Valdagno di Trento           | TN                 | 1948 | Cambia Provincia a           |                                                             | BZ           |
| A179          | Valdagno di Trento           | BZ                 | 1948 | Cambia denominazione in      | Valdagno                                                    | BZ           |
| A179          | Valdagno                     | BZ                 | 1955 | Cambia denominazione in      | Aldino                                                      | BZ           |
| A209          | Alliz                        | TN                 | 1927 | Cambia Provincia a           |                                                             | BZ           |
| A209          | Alliz                        | BZ                 | 1929 | Aggregato al Com. di         | Lasa                                                        | BZ           |
| A213          | Almazzago                    | TN                 | 1928 | Aggregato al Nuovo Com. di   | Commezzadura                                                | TN           |
| A260          | Amblar                       | TN                 | 1928 | Aggregato al Com. di         | Romeno                                                      | TN           |
| A260          | Amblar                       | TN                 | 1952 | Ristaccato dal Com. di       | Romeno                                                      | TN           |
| A260          | Amblar                       | TN                 | 2016 | Aggregato al Nuovo Com. di   | Amblar-Don                                                  | TN           |
| A266          | Ampezzo                      | Venezia Tridentina | 1923 | Cambia Provincia e Regione a |                                                             | BL Veneto    |
| A274          | Andalo                       | TN                 | 1928 | Aggregato al Com. di         | Molveno                                                     | TN           |
| A274          | Andalo                       | TN                 | 1947 | Ristaccato dal Com. di       | Molveno                                                     | TN           |
| A276          | Andogno                      | TN                 | 1928 | Aggregato al Com. di         | San Lorenzo in Banale                                       | TN           |
| A276          | Andogno                      | TN                 | 2015 | Passa Post Mortem            | da San Lorenzo in Banale a San Lorenzo Dorsino              | TN           |
| A286          | Andriano                     | TN                 | 1927 | Cambia Provincia a           |                                                             | BZ           |
| A286          | Andriano                     | BZ                 | 1929 | Aggregato al Com. di         | Nalles                                                      | BZ           |
| A286          | Andriano                     | BZ                 | 1953 | Ristaccato dal Com. di       | Nalles                                                      | BZ           |
| A306          | Anterivo                     | TN                 | 1925 | Aggregato al Com. di         | Capriana                                                    | TN           |
| A306          | Anterivo                     | TN                 | 1947 | Ristaccato dal Com. di       | Capriana                                                    | TN           |
| A306          | Anterivo                     | TN                 | 1948 | Cambia Provincia a           |                                                             | BZ           |
| A307          | Anterselva                   | TN                 | 1927 | Cambia Provincia a           |                                                             | BZ           |
| A307          | Anterselva                   | BZ                 | 1928 | Aggregato al Nuovo Com. di   | Rasun Valdaora                                              | BZ           |
| A307          | Anterselva                   | BZ                 | 1955 | Passa Post Mortem            | da Rasun Valdaora a Rasun Anterselva                        | BZ           |
| A332          | Appiano                      | TN                 | 1927 | Cambia Provincia a           |                                                             | BZ           |
| A332          | Appiano                      | BZ                 | 1971 | Cambia denominazione in      | Appiano sulla Strada del Vino                               | BZ           |
| A417          | Armo                         | TN                 | 1929 | Aggregato al Com. di         | Turano                                                      | TN           |
| A417          | Armo                         | TN                 | 1934 | Cambia Regione Post Mortem   |                                                             | BS Lombardia |
| A420          | Arnago                       | TN                 | 1928 | Aggregato al Com. di         | Malé                                                        | TN           |
| A426          | Bondo Breguzzo               | TN                 | 1929 | Cambia denominazione in      | Arnò                                                        | TN           |
| A426          | Arnò                         | TN                 | 1931 | Cambia denominazione in      | Bondo Breguzzo                                              | TN           |
| A426          | Bondo Breguzzo               | TN                 | 1947 | Suddiviso fra i comuni di    | Bondo e Breguzzo                                            | TN           |
| A507          | Aveligna                     | TN                 | 1923 | Cambia denominazione in      | Avelengo                                                    | TN           |
| A507          | Avelengo                     | TN                 | 1927 | Cambia Provincia a           |                                                             | BZ           |
| A507          | Avelengo                     | BZ                 | 1931 | Aggregato al Com. di         | Merano                                                      | BZ           |
| A507          | Avelengo                     | BZ                 | 1957 | Ristaccato dal Com. di       | Merano                                                      | BZ           |
| A537          | Badia                        | TN                 | 1927 | Cambia Provincia a           |                                                             | BZ           |
| A608          | Banco                        | TN                 | 1928 | Aggregato al Com. di         | Sanzeno                                                     | TN           |
| A608          | Banco                        | TN                 | 1953 | Ristaccato dal Com. di       | Sanzeno                                                     | TN           |
| A608          | Banco                        | TN                 | 1968 | Aggregato al Com. di         | Sanzeno                                                     | TN           |
| A635          | Barbiano                     | TN                 | 1927 | Cambia Provincia a           |                                                             | BZ           |
| A693          | Baselga di Vezzano           | TN                 | 1923 | Cambia denominazione in      | Baselga                                                     | TN           |
| A693          | Baselga                      | TN                 | 1928 | Aggregato al Com. di         | Terlago                                                     | TN           |
| A693          | Baselga                      | TN                 | 1947 | Ristaccato dal Com. di       | Terlago                                                     | TN           |
| A693          | Baselga                      | TN                 | 1955 | Cambia denominazione in      | Baselga di Vezzano                                          | TN           |
| A693          | Baselga di Vezzano           | TN                 | 1968 | Aggregato al Com. di         | Trento                                                      | TN           |
| A808          | Bersone                      | TN                 | 1928 | Aggregato al Nuovo Com. di   | Pieve di Bono                                               | TN           |
| A808          | Bersone                      | TN                 | 1952 | Ristaccato dal Com. di       | Pieve di Bono                                               | TN           |
| A808          | Bersone                      | TN                 | 2015 | Aggregato al Nuovo Com. di   | Valdaone                                                    | TN           |
| A821          | Besenello                    | TN                 | 1929 | Aggregato al Nuovo Com. di   | Beseno                                                      | TN           |
| A821          | Besenello                    | TN                 | 1947 | Ristaccato dal Com. di       | Beseno                                                      | TN           |
| A822          | Beseno                       | TN                 | 1947 | Suddiviso fra i comuni di    | Besenello e Calliano                                        | TN           |
| A839          | Bezzecca                     | TN                 | 2010 | Aggregato al Nuovo Com. di   | Ledro                                                       | TN           |
| A840          | Biacesa                      | TN                 | 1928 | Aggregato al Com. di         | Molina di Ledro                                             | TN           |
| A840          | Biacesa                      | TN                 | 2010 | Passa Post Mortem            | da Molina di Ledro a Ledro                                  | TN           |
| A863          | Bieno                        | TN                 | 1928 | Aggregato al Com. di         | Pieve Tesino                                                | TN           |
| A863          | Bieno                        | TN                 | 1947 | Ristaccato dal Com. di       | Pieve Tesino                                                | TN           |
| A900          | Bleggio                      | TN                 | 1947 | Suddiviso fra i comuni di    | Bleggio Inferiore e Bleggio Superiore                       | TN           |
| A901          | Bleggio Inferiore            | TN                 | 1928 | Aggregato al Nuovo Com. di   | Bleggio                                                     | TN           |
| A901          | Bleggio Inferiore            | TN                 | 1947 | Ristaccato dal Com. di       | Bleggio                                                     | TN           |
| A901          | Bleggio Inferiore            | TN                 | 2010 | Aggregato al Nuovo Com. di   | Comano Terme                                                | TN           |
| A902          | Bleggio Superiore            | TN                 | 1928 | Aggregato al Nuovo Com. di   | Bleggio                                                     | TN           |
| A902          | Bleggio Superiore            | TN                 | 1947 | Ristaccato dal Com. di       | Bleggio                                                     | TN           |
| A916          | Bocenago                     | TN                 | 1928 | Aggregato al Com. di         | Strembo                                                     | TN           |
| A916          | Bocenago                     | TN                 | 1947 | Ristaccato dal Com. di       | Strembo                                                     | TN           |
| A933          | Bolbeno                      | TN                 | 1928 | Aggregato al Com. di         | Tione di Trento                                             | TN           |
| A933          | Bolbeno                      | TN                 | 1952 | Ristaccato dal Com. di       | Tione di Trento                                             | TN           |
| A933          | Bolbeno                      | TN                 | 2016 | Aggregato al Nuovo Com. di   | Borgo Lares                                                 | TN           |
| A935          | Bolentina                    | TN                 | 1928 | Aggregato al Com. di         | Dimaro                                                      | TN           |
| A935          | Bolentina                    | TN                 | 1953 | Passa Post Mortem            | da Dimaro a Monclassico                                     | TN           |
| A935          | Bolentina                    | TN                 | 1970 | Passa Post Mortem            | da Monclassico a Malé                                       | TN           |
| A943          | Bollone                      | TN                 | 1929 | Aggregato al Com. di         | Turano                                                      | TN           |
| A943          | Bollone                      | TN                 | 1934 | Cambia Regione Post Mortem   |                                                             | BS Lombardia |
| A952          | Bolzano                      | TN                 | 1927 | Cambia Provincia a           |                                                             | BZ           |
| A967          | Bondo                        | TN                 | 1928 | Aggregato al Nuovo Com. di   | Bondo Breguzzo                                              | TN           |
| A967          | Bondo                        | TN                 | 1947 | Ristaccato dal Com. di       | Bondo Breguzzo                                              | TN           |
| A967          | Bondo                        | TN                 | 2016 | Aggregato al Nuovo Com. di   | Sella Giudicarie                                            | TN           |
| A968          | Bondone                      | TN                 | 1928 | Aggregato al Com. di         | Storo                                                       | TN           |
| A968          | Bondone                      | TN                 | 1953 | Ristaccato dal Com. di       | Storo                                                       | TN           |
| A997          | Borghetto                    | TN                 | 1928 | Aggregato al Com. di         | Avio                                                        | TN           |
| B006          | Borgo                        | TN                 | 1948 | Cambia denominazione in      | Borgo Valsugana                                             | TN           |
| B065          | Borzago                      | TN                 | 1928 | Aggregato al Nuovo Com. di   | Spiazzo                                                     | TN           |
| B078          | Bosentino                    | TN                 | 1928 | Aggregato al Com. di         | Vigolo Vattaro                                              | TN           |
| B078          | Bosentino                    | TN                 | 1947 | Ristaccato dal Com. di       | Vigolo Vattaro                                              | TN           |
| B078          | Bosentino                    | TN                 | 2016 | Aggregato al Nuovo Com. di   | Altopiano della Vigolana                                    | TN           |
| B108          | Bozzana                      | TN                 | 1929 | Aggregato al Com. di         | Caldes                                                      | TN           |
| B116          | Braies                       | TN                 | 1927 | Cambia Provincia a           |                                                             | BZ           |
| B135          | Breguzzo                     | TN                 | 1928 | Aggregato al Nuovo Com. di   | Bondo Breguzzo                                              | TN           |
| B135          | Breguzzo                     | TN                 | 1947 | Ristaccato dal Com. di       | Bondo Breguzzo                                              | TN           |
| B135          | Breguzzo                     | TN                 | 2016 | Aggregato al Nuovo Com. di   | Sella Giudicarie                                            | TN           |
| B145          | Brennero                     | TN                 | 1927 | Cambia Provincia a           |                                                             | BZ           |
| B145          | Brennero                     | BZ                 | 1929 | Aggregato al Com. di         | Colle Isarco                                                | BZ           |
| B158          | Bresimo                      | TN                 | 1928 | Aggregato al Com. di         | Livo                                                        | TN           |
| B158          | Bresimo                      | TN                 | 1947 | Ristaccato dal Com. di       | Livo                                                        | TN           |
| B160          | Bressanone                   | TN                 | 1927 | Cambia Provincia a           |                                                             | BZ           |
| B165          | Brez                         | TN                 | 2020 | Aggregato al Nuovo Com. di   | Novella                                                     | TN           |
| B185          | Brione                       | TN                 | 1928 | Aggregato al Com. di         | Condino                                                     | TN           |
| B185          | Brione                       | TN                 | 1946 | Ristaccato dal Com. di       | Condino                                                     | TN           |
| B185          | Brione                       | TN                 | 2016 | Aggregato al Nuovo Com. di   | Borgo Chiese                                                | TN           |
| B203          | Bronzolo                     | TN                 | 1948 | Cambia Provincia a           |                                                             | BZ           |
| B220          | Brunico                      | TN                 | 1927 | Cambia Provincia a           |                                                             | BZ           |
| B277          | Burgusio                     | TN                 | 1927 | Cambia Provincia a           |                                                             | BZ           |
| B277          | Burgusio                     | BZ                 | 1928 | Aggregato al Nuovo Com. di   | Malles Venosta                                              | BZ           |
| B335          | Caderzone                    | TN                 | 1928 | Aggregato al Com. di         | Strembo                                                     | TN           |
| B335          | Caderzone                    | TN                 | 1947 | Ristaccato dal Com. di       | Strembo                                                     | TN           |
| B335          | Caderzone                    | TN                 | 2008 | Cambia denominazione in      | Caderzone Terme                                             | TN           |
| B344          | Cadine                       | TN                 | 1926 | Aggregato al Com. di         | Trento                                                      | TN           |
| B360          | Cagnò                        | TN                 | 1928 | Aggregato al Com. di         | Revò                                                        | TN           |
| B360          | Cagnò                        | TN                 | 1950 | Ristaccato dal Com. di       | Revò                                                        | TN           |
| B360          | Cagnò                        | TN                 | 2020 | Aggregato al Nuovo Com. di   | Novella                                                     | TN           |
| B364          | Caines                       | TN                 | 1927 | Cambia Provincia a           |                                                             | BZ           |
| B386          | Calavino                     | TN                 | 1928 | Aggregato al Nuovo Com. di   | Madruzzo                                                    | TN           |
| B386          | Calavino                     | TN                 | 1953 | Ristaccato dal Com. di       | Madruzzo                                                    | TN           |
| B386          | Calavino                     | TN                 | 2016 | Aggregato al Nuovo Com. di   | Madruzzo                                                    | TN           |
| B389          | Calceranica                  | TN                 | 1929 | Aggregato al Com. di         | Caldonazzo                                                  | TN           |
| B389          | Calceranica                  | TN                 | 1947 | Ristaccato dal Com. di       | Caldonazzo                                                  | TN           |
| B389          | Calceranica                  | TN                 | 1958 | Cambia denominazione in      | Calceranica al Lago                                         | TN           |
| B397          | Caldaro                      | TN                 | 1927 | Cambia Provincia a           |                                                             | BZ           |
| B397          | Caldaro                      | BZ                 | 1971 | Cambia denominazione in      | Caldaro sulla Strada del Vino                               | BZ           |
| B419          | Calliano                     | TN                 | 1929 | Aggregato al Nuovo Com. di   | Beseno                                                      | TN           |
| B419          | Calliano                     | TN                 | 1947 | Ristaccato dal Com. di       | Beseno                                                      | TN           |
| B480          | Caminata in Tures            | TN                 | 1927 | Cambia Provincia a           |                                                             | BZ           |
| B480          | Caminata in Tures            | BZ                 | 1929 | Aggregato al Com. di         | Campo Tures                                                 | BZ           |
| B514          | Campitello                   | TN                 | 1926 | Aggregato al Com. di         | Canazei                                                     | TN           |
| B514          | Campitello                   | TN                 | 1956 | Ristaccato dal Com. di       | Canazei                                                     | TN           |
| B514          | Campitello                   | TN                 | 1956 | Cambia denominazione in      | Campitello di Fassa                                         | TN           |
| B518          | Campo                        | TN                 | 1928 | Aggregato al Nuovo Com. di   | Lomaso                                                      | TN           |
| B518          | Campo                        | TN                 | 2010 | Passa Post Mortem            | da Lomaso a Comano Terme                                    | TN           |
| B525          | Campodenno                   | TN                 | 1928 | Aggregato al Com. di         | Denno                                                       | TN           |
| B525          | Campodenno                   | TN                 | 1952 | Ristaccato dal Com. di       | Denno                                                       | TN           |
| B570          | Campo Tures                  | TN                 | 1927 | Cambia Provincia a           |                                                             | BZ           |
| B600          | Canezza                      | TN                 | 1929 | Aggregato al Com. di         | Pergine Valsugana                                           | TN           |
| B723          | Carano                       | TN                 | 1928 | Aggregato al Com. di         | Cavalese                                                    | TN           |
| B723          | Carano                       | TN                 | 1946 | Ristaccato dal Com. di       | Cavalese                                                    | TN           |
| B723          | Carano                       | TN                 | 2020 | Aggregato al Nuovo Com. di   | Ville di Fiemme                                             | TN           |
| B750          | Carciato                     | TN                 | 1928 | Aggregato al Com. di         | Dimaro                                                      | TN           |
| B750          | Carciato                     | TN                 | 2016 | Passa Post Mortem            | da Dimaro a Dimaro Folgarida                                | TN           |
| B783          | Carisolo                     | TN                 | 1928 | Aggregato al Com. di         | Pinzolo                                                     | TN           |
| B783          | Carisolo                     | TN                 | 1952 | Ristaccato dal Com. di       | Pinzolo                                                     | TN           |
| B799          | Carnedo                      | TN                 | 1923 | Cambia denominazione in      | Cornedo                                                     | TN           |
| B799          | Cornedo                      | TN                 | 1927 | Cambia Provincia a           |                                                             | BZ           |
| B799          | Cornedo                      | BZ                 | 1929 | Cambia denominazione in      | Cornedo all'Isarco                                          | BZ           |
| B856          | Carzano                      | TN                 | 1928 | Aggregato al Com. di         | Borgo                                                       | TN           |
| B856          | Carzano                      | TN                 | 1947 | Ristaccato dal Com. di       | Borgo                                                       | TN           |
| B964          | Casez                        | TN                 | 1928 | Aggregato al Com. di         | Sanzeno                                                     | TN           |
| B964          | Casez                        | TN                 | 1953 | Ristaccato dal Com. di       | Sanzeno                                                     | TN           |
| B964          | Casez                        | TN                 | 1968 | Aggregato al Com. di         | Sanzeno                                                     | TN           |
| B992          | Casotto                      | TN                 | 1929 | Cambia Provincia e Regione a |                                                             | VI Veneto    |
| C043          | Castagné                     | TN                 | 1929 | Aggregato al Com. di         | Pergine Valsugana                                           | TN           |
| C061          | Castelbello                  | TN                 | 1927 | Cambia Provincia a           |                                                             | BZ           |
| C061          | Castelbello                  | BZ                 | 1929 | Aggregato al Nuovo Com. di   | Castelbello-Ciardes                                         | BZ           |
| C077          | Castello di Pusteria         | TN                 | 1923 | Cambia denominazione in      | Casteldarne                                                 | TN           |
| C077          | Casteldarne                  | TN                 | 1927 | Cambia Provincia a           |                                                             | BZ           |
| C077          | Casteldarne                  | BZ                 | 1929 | Aggregato al Com. di         | Chienes                                                     | BZ           |
| C103          | Castelfondo                  | TN                 | 1929 | Aggregato al Com. di         | Brez                                                        | TN           |
| C103          | Castelfondo                  | TN                 | 1947 | Ristaccato dal Com. di       | Brez                                                        | TN           |
| C103          | Castelfondo                  | TN                 | 2020 | Aggregato al Nuovo Com. di   | Borgo d'Anaunia                                             | TN           |
| C138          | Castellano                   | TN                 | 1929 | Aggregato al Com. di         | Villa Lagarina                                              | TN           |
| C182          | Castello                     | TN                 | 1928 | Aggregato al Com. di         | Ossana                                                      | TN           |
| C182          | Castello                     | TN                 | 1954 | Passa Post Mortem            | da Ossana a Pellizzano                                      | TN           |
| C183          | Castello                     | TN                 | 1928 | Aggregato al Com. di         | Condino                                                     | TN           |
| C183          | Castello                     | TN                 | 1946 | Ristaccato dal Com. di       | Condino                                                     | TN           |
| C183          | Castello                     | TN                 | 1955 | Cambia denominazione in      | Castel Condino                                              | TN           |
| C189          | Castello                     | TN                 | 1923 | Cambia denominazione in      | Castello di Fiemme                                          | TN           |
| C189          | Castello di Fiemme           | TN                 | 1973 | Cambia denominazione in      | Castello-Molina di Fiemme                                   | TN           |
| C216          | Castelnuovo                  | TN                 | 1928 | Aggregato al Com. di         | Borgo                                                       | TN           |
| C216          | Castelnuovo                  | TN                 | 1947 | Ristaccato dal Com. di       | Borgo                                                       | TN           |
| C254          | Castelrotto                  | TN                 | 1927 | Cambia Provincia a           |                                                             | BZ           |
| C358          | Cauria                       | TN                 | 1927 | Aggregato al Com. di         | Salorno                                                     | TN           |
| C392          | Cavedago                     | TN                 | 1928 | Aggregato al Com. di         | Spormaggiore                                                | TN           |
| C392          | Cavedago                     | TN                 | 1947 | Ristaccato dal Com. di       | Spor                                                        | TN           |
| C400          | Cavizzana                    | TN                 | 1929 | Aggregato al Com. di         | Caldes                                                      | TN           |
| C400          | Cavizzana                    | TN                 | 1956 | Ristaccato dal Com. di       | Caldes                                                      | TN           |
| C401          | Cavolano                     | TN                 | 1923 | Cambia denominazione in      | Covelano                                                    | TN           |
| C401          | Covelano                     | TN                 | 1927 | Cambia Provincia a           |                                                             | BZ           |
| C401          | Covelano                     | BZ                 | 1928 | Aggregato al Com. di         | Silandro                                                    | BZ           |
| C427          | Celentino                    | TN                 | 1928 | Aggregato al Com. di         | Peio                                                        | TN           |
| C445          | Celledizzo                   | TN                 | 1928 | Aggregato al Com. di         | Peio                                                        | TN           |
| C452          | Cembra                       | TN                 | 2016 | Aggregato al Nuovo Com. di   | Cembra Lisignago                                            | TN           |
| C464          | Cengles                      | TN                 | 1927 | Cambia Provincia a           |                                                             | BZ           |
| C464          | Cengles                      | BZ                 | 1929 | Aggregato al Com. di         | Lasa                                                        | BZ           |
| C467          | Centa                        | TN                 | 1923 | Cambia denominazione in      | Centa San Nicolò                                            | TN           |
| C467          | Centa San Nicolò             | TN                 | 1929 | Aggregato al Com. di         | Caldonazzo                                                  | TN           |
| C467          | Centa San Nicolò             | TN                 | 1947 | Ristaccato dal Com. di       | Caldonazzo                                                  | TN           |
| C467          | Centa San Nicolò             | TN                 | 2016 | Aggregato al Nuovo Com. di   | Altopiano della Vigolana                                    | TN           |
| C590          | Zedes                        | TN                 | 1923 | Cambia denominazione in      | Ceves                                                       | TN           |
| C590          | Ceves                        | TN                 | 1927 | Cambia Provincia a           |                                                             | BZ           |
| C590          | Ceves                        | BZ                 | 1931 | Aggregato al Com. di         | Vipiteno                                                    | BZ           |
| C625          | Chienes                      | TN                 | 1927 | Cambia Provincia a           |                                                             | BZ           |
| C626          | Chienis                      | TN                 | 1924 | Aggregato al Com. di         | Pannone                                                     | TN           |
| C652          | Chiusa all'Isarco            | TN                 | 1923 | Cambia denominazione in      | Chiusa                                                      | TN           |
| C652          | Chiusa                       | TN                 | 1927 | Cambia Provincia a           |                                                             | BZ           |
| C666          | Chizzola                     | TN                 | 1928 | Aggregato al Com. di         | Ala                                                         | TN           |
| C667          | Ciago                        | TN                 | 1928 | Aggregato al Com. di         | Vezzano                                                     | TN           |
| C667          | Ciago                        | TN                 | 2016 | Passa Post Mortem            | da Vezzano a Vallelaghi                                     | TN           |
| C671          | Ciars                        | TN                 | 1923 | Cambia denominazione in      | Ciardes                                                     | TN           |
| C671          | Ciardes                      | TN                 | 1927 | Cambia Provincia a           |                                                             | BZ           |
| C671          | Ciardes                      | BZ                 | 1929 | Aggregato al Nuovo Com. di   | Castelbello-Ciardes                                         | BZ           |
| C694          | Cimego                       | TN                 | 1928 | Aggregato al Com. di         | Condino                                                     | TN           |
| C694          | Cimego                       | TN                 | 1946 | Ristaccato dal Com. di       | Condino                                                     | TN           |
| C694          | Cimego                       | TN                 | 2016 | Aggregato al Nuovo Com. di   | Borgo Chiese                                                | TN           |
| C700          | Cimone                       | TN                 | 1928 | Aggregato al Com. di         | Aldeno                                                      | TN           |
| C700          | Cimone                       | TN                 | 1947 | Ristaccato dal Com. di       | Aldeno                                                      | TN           |
| C712          | Cinte Tesino                 | TN                 | 1928 | Aggregato al Com. di         | Pieve Tesino                                                | TN           |
| C712          | Cinte Tesino                 | TN                 | 1947 | Ristaccato dal Com. di       | Pieve Tesino                                                | TN           |
| C727          | Cis                          | TN                 | 1928 | Aggregato al Com. di         | Livo                                                        | TN           |
| C727          | Cis                          | TN                 | 1947 | Ristaccato dal Com. di       | Livo                                                        | TN           |
| C737          | Cissico                      | TN                 | 1923 | Cambia denominazione in      | Issengo                                                     | TN           |
| C737          | Issengo                      | TN                 | 1927 | Cambia Provincia a           |                                                             | BZ           |
| C737          | Issengo                      | BZ                 | 1928 | Aggregato al Com. di         | Falzes                                                      | BZ           |
| C797          | Cloz                         | TN                 | 1929 | Aggregato al Com. di         | Brez                                                        | TN           |
| C797          | Cloz                         | TN                 | 1947 | Ristaccato dal Com. di       | Brez                                                        | TN           |
| C797          | Cloz                         | TN                 | 2020 | Aggregato al Nuovo Com. di   | Novella                                                     | TN           |
| C799          | Clusio                       | TN                 | 1927 | Cambia Provincia a           |                                                             | BZ           |
| C799          | Clusio                       | BZ                 | 1928 | Aggregato al Nuovo Com. di   | Malles Venosta                                              | BZ           |
| C822          | Cognola                      | TN                 | 1926 | Aggregato al Com. di         | Trento                                                      | TN           |
| C825          | Cogolo                       | TN                 | 1928 | Aggregato al Com. di         | Peio                                                        | TN           |
| C833          | Colderano                    | TN                 | 1923 | Cambia denominazione in      | Coldrano                                                    | TN           |
| C833          | Coldrano                     | TN                 | 1927 | Cambia Provincia a           |                                                             | BZ           |
| C833          | Coldrano                     | BZ                 | 1928 | Aggregato al Com. di         | Laces                                                       | BZ           |
| C837          | Colfosco                     | TN                 | 1925 | Aggregato al Com. di         | Ladinia                                                     | TN           |
| C861          | Colle in Casies              | TN                 | 1927 | Cambia Provincia a           |                                                             | BZ           |
| C861          | Colle in Casies              | BZ                 | 1929 | Aggregato al Nuovo Com. di   | Valle di Casies                                             | BZ           |
| C872          | Colle Santa Lucia            | Venezia Tridentina | 1923 | Cambia Provincia e Regione a |                                                             | BL Veneto    |
| C881          | Colli in Pusteria            | TN                 | 1927 | Cambia Provincia a           |                                                             | BZ           |
| C881          | Colli in Pusteria            | BZ                 | 1929 | Aggregato al Com. di         | Terento                                                     | BZ           |
| C891          | Cologna-Gavazzo              | TN                 | 1929 | Aggregato al Com. di         | Tenno                                                       | TN           |
| C892          | Cologna                      | TN                 | 1923 | Cambia denominazione in      | Cologna in Giudicarie                                       | TN           |
| C892          | Cologna in Giudicarie        | TN                 | 1928 | Aggregato al Nuovo Com. di   | Pieve di Bono                                               | TN           |
| C892          | Cologna in Giudicarie        | TN                 | 2016 | Passa Post Mortem            | da Pieve di Bono a Pieve di Bono-Prezzo                     | TN           |
| C907          | Colsano                      | TN                 | 1927 | Cambia Provincia a           |                                                             | BZ           |
| C907          | Colsano                      | BZ                 | 1929 | Aggregato al Nuovo Com. di   | Castelbello-Ciardes                                         | BZ           |
| C915          | Comano                       | TN                 | 1928 | Aggregato al Nuovo Com. di   | Lomaso                                                      | TN           |
| C915          | Comano                       | TN                 | 2010 | Passa Post Mortem            | da Lomaso a Comano Terme                                    | TN           |
| C916          | Comasine                     | TN                 | 1928 | Aggregato al Com. di         | Peio                                                        | TN           |
| C944          | Concei                       | TN                 | 1952 | Staccato dal Com. di         | Bezzecca                                                    | TN           |
| C944          | Concei                       | TN                 | 2010 | Aggregato al Nuovo Com. di   | Ledro                                                       | TN           |
| C953          | Condino                      | TN                 | 2016 | Aggregato al Nuovo Com. di   | Borgo Chiese                                                | TN           |
| C994          | Coredo                       | TN                 | 2015 | Aggregato al Nuovo Com. di   | Predaia                                                     | TN           |
| D032          | Corona alla Muta             | TN                 | 1923 | Cambia denominazione in      | Curon                                                       | TN           |
| D032          | Curon                        | TN                 | 1927 | Cambia Provincia a           |                                                             | BZ           |
| D032          | Curon                        | BZ                 | 1928 | Aggregato al Nuovo Com. di   | Curon Venosta                                               | BZ           |
| D048          | Cortaccia                    | TN                 | 1948 | Cambia Provincia a           |                                                             | BZ           |
| D048          | Cortaccia                    | BZ                 | 1971 | Cambia denominazione in      | Cortaccia sulla Strada del Vino                             | BZ           |
| D059          | Corte in Pusteria            | TN                 | 1923 | Cambia denominazione in      | Corti in Pusteria                                           | TN           |
| D059          | Corti in Pusteria            | TN                 | 1927 | Cambia Provincia a           |                                                             | BZ           |
| D059          | Corti in Pusteria            | BZ                 | 1929 | Aggregato al Com. di         | Chienes                                                     | BZ           |
| D075          | Cortina                      | TN                 | 1923 | Cambia denominazione in      | Cortina all'Adige                                           | TN           |
| D075          | Cortina all'Adige            | TN                 | 1928 | Aggregato al Nuovo Com. di   | Magrè all'Adige                                             | TN           |
| D075          | Cortina all'Adige            | BZ                 | 1952 | Ristaccato dal Com. di       | Magrè all'Adige                                             | BZ           |
| D075          | Cortina all'Adige            | BZ                 | 1971 | Cambia denominazione in      | Cortina sulla Strada del Vino                               | BZ           |
| D079          | Corvara in Badia             | TN                 | 1925 | Cambia denominazione in      | Ladinia                                                     | TN           |
| D079          | Ladinia                      | TN                 | 1927 | Cambia Provincia a           |                                                             | BZ           |
| D079          | Ladinia                      | BZ                 | 1938 | Cambia denominazione in      | Corvara in Badia                                            | BZ           |
| D080          | Corvara in Passiria          | TN                 | 1927 | Cambia Provincia a           |                                                             | BZ           |
| D080          | Corvara in Passiria          | BZ                 | 1928 | Aggregato al Com. di         | Moso in Passiria                                            | BZ           |
| D083          | Corzes                       | TN                 | 1927 | Cambia Provincia a           |                                                             | BZ           |
| D083          | Corzes                       | BZ                 | 1928 | Aggregato al Com. di         | Silandro                                                    | BZ           |
| D116          | Costasavina                  | TN                 | 1929 | Aggregato al Com. di         | Pergine Valsugana                                           | TN           |
| D125          | Covelo                       | TN                 | 1928 | Aggregato al Com. di         | Terlago                                                     | TN           |
| D125          | Covelo                       | TN                 | 2016 | Passa Post Mortem            | da Terlago a Vallelaghi                                     | TN           |
| D164          | Creto                        | TN                 | 1928 | Aggregato al Nuovo Com. di   | Pieve di Bono                                               | TN           |
| D164          | Creto                        | TN                 | 2016 | Passa Post Mortem            | da Pieve di Bono a Pieve di Bono-Prezzo                     | TN           |
| D188          | Croviana                     | TN                 | 1928 | Aggregato al Com. di         | Malé                                                        | TN           |
| D188          | Croviana                     | TN                 | 1953 | Ristaccato dal Com. di       | Malé                                                        | TN           |
| D206          | Cunevo                       | TN                 | 1928 | Aggregato al Com. di         | Flavon                                                      | TN           |
| D206          | Cunevo                       | TN                 | 1947 | Ristaccato dal Com. di       | Flavon                                                      | TN           |
| D206          | Cunevo                       | TN                 | 2016 | Aggregato al Nuovo Com. di   | Contà                                                       | TN           |
| D213          | Curaces                      | TN                 | 1923 | Cambia denominazione in      | Quarazze                                                    | TN           |
| D213          | Quarazze                     | TN                 | 1923 | Aggregato al Com. di         | Merano                                                      | TN           |
| D243          | Daiano                       | TN                 | 1928 | Aggregato al Com. di         | Cavalese                                                    | TN           |
| D243          | Daiano                       | TN                 | 1946 | Ristaccato dal Com. di       | Cavalese                                                    | TN           |
| D243          | Daiano                       | TN                 | 2020 | Aggregato al Nuovo Com. di   | Ville di Fiemme                                             | TN           |
| D246          | Dambel                       | TN                 | 1928 | Aggregato al Com. di         | Sanzeno                                                     | TN           |
| D246          | Dambel                       | TN                 | 1948 | Ristaccato dal Com. di       | Sanzeno                                                     | TN           |
| D248          | Daone                        | TN                 | 1928 | Aggregato al Nuovo Com. di   | Pieve di Bono                                               | TN           |
| D248          | Daone                        | TN                 | 1952 | Ristaccato dal Com. di       | Pieve di Bono                                               | TN           |
| D248          | Daone                        | TN                 | 2015 | Aggregato al Nuovo Com. di   | Valdaone                                                    | TN           |
| D249          | Dardine                      | TN                 | 1929 | Aggregato al Com. di         | Taio                                                        | TN           |
| D249          | Dardine                      | TN                 | 2015 | Passa Post Mortem            | da Taio a Predaia                                           | TN           |
| D250          | Darè                         | TN                 | 1928 | Aggregato al Com. di         | Vigo Rendena                                                | TN           |
| D250          | Darè                         | TN                 | 1946 | Ristaccato dal Com. di       | Vigo Rendena                                                | TN           |
| D250          | Darè                         | TN                 | 2016 | Aggregato al Nuovo Com. di   | Porte di Rendena                                            | TN           |
| D252          | Darzo                        | TN                 | 1928 | Aggregato al Com. di         | Storo                                                       | TN           |
| D263          | Deggiano                     | TN                 | 1928 | Aggregato al Nuovo Com. di   | Commezzadura                                                | TN           |
| D274          | Dercolo                      | TN                 | 1928 | Aggregato al Com. di         | Denno                                                       | TN           |
| D274          | Dercolo                      | TN                 | 1952 | Passa Post Mortem            | da Denno a Campodenno                                       | TN           |
| D276          | Dermulo                      | TN                 | 1929 | Aggregato al Com. di         | Taio                                                        | TN           |
| D276          | Dermulo                      | TN                 | 2015 | Passa Post Mortem            | da Taio a Predaia                                           | TN           |
| D302          | Dimaro                       | TN                 | 2016 | Aggregato al Nuovo Com. di   | Dimaro Folgarida                                            | TN           |
| D311          | Dobbiaco                     | TN                 | 1927 | Cambia Provincia a           |                                                             | BZ           |
| D336          | Don                          | TN                 | 1928 | Aggregato al Com. di         | Romeno                                                      | TN           |
| D336          | Don                          | TN                 | 1952 | Ristaccato dal Com. di       | Romeno                                                      | TN           |
| D336          | Don                          | TN                 | 2016 | Aggregato al Nuovo Com. di   | Amblar-Don                                                  | TN           |
| D349          | Dorsino                      | TN                 | 1928 | Aggregato al Com. di         | San Lorenzo in Banale                                       | TN           |
| D349          | Dorsino                      | TN                 | 1954 | Ristaccato dal Com. di       | San Lorenzo in Banale                                       | TN           |
| D349          | Dorsino                      | TN                 | 2015 | Aggregato al Nuovo Com. di   | San Lorenzo Dorsino                                         | TN           |
| D365          | Drena                        | TN                 | 1928 | Aggregato al Com. di         | Dro                                                         | TN           |
| D365          | Drena                        | TN                 | 1947 | Ristaccato dal Com. di       | Dro                                                         | TN           |
| D392          | Egna                         | TN                 | 1948 | Cambia Provincia a           |                                                             | BZ           |
| D396          | Elle                         | TN                 | 1927 | Cambia Provincia a           |                                                             | BZ           |
| D396          | Elle                         | BZ                 | 1928 | Aggregato al Com. di         | San Lorenzo in Pusteria                                     | BZ           |
| D409          | Enguiso                      | TN                 | 1928 | Aggregato al Com. di         | Bezzecca                                                    | TN           |
| D409          | Enguiso                      | TN                 | 2010 | Passa Post Mortem            | da Bezzecca a Ledro                                         | TN           |
| D413          | Eores                        | TN                 | 1927 | Cambia Provincia a           |                                                             | BZ           |
| D413          | Eores                        | BZ                 | 1929 | Aggregato al Com. di         | Sant'Andrea in Monte                                        | BZ           |
| D413          | Eores                        | BZ                 | 1941 | Passa Post Mortem            | da Sant'Andrea in Monte a Bressanone                        | BZ           |
| D457          | Faedo                        | TN                 | 1928 | Aggregato al Com. di         | San Michele all'Adige                                       | TN           |
| D457          | Faedo                        | TN                 | 1953 | Ristaccato dal Com. di       | San Michele all'Adige                                       | TN           |
| D457          | Faedo                        | TN                 | 2020 | Aggregato al Com. di         | San Michele all'Adige                                       | TN           |
| D468          | Fai                          | TN                 | 1928 | Aggregato al Com. di         | Zambana                                                     | TN           |
| D468          | Fai                          | TN                 | 1948 | Ristaccato dal Com. di       | Zambana                                                     | TN           |
| D468          | Fai                          | TN                 | 1952 | Cambia denominazione in      | Fai della Paganella                                         | TN           |
| D478          | Falesina                     | TN                 | 1929 | Aggregato al Com. di         | Pergine Valsugana                                           | TN           |
| D478          | Falesina                     | TN                 | 1955 | Passa Post Mortem            | da Pergine Valsugana a Vignola-Falesina                     | TN           |
| D484          | Falzes                       | TN                 | 1927 | Cambia Provincia a           |                                                             | BZ           |
| D516          | Faver                        | TN                 | 1928 | Aggregato al Com. di         | Cembra                                                      | TN           |
| D516          | Faver                        | TN                 | 1952 | Ristaccato dal Com. di       | Cembra                                                      | TN           |
| D516          | Faver                        | TN                 | 2016 | Aggregato al Nuovo Com. di   | Altavalle                                                   | TN           |
| D519          | Favogna di Sotto             | TN                 | 1923 | Cambia denominazione in      | Faogna                                                      | TN           |
| D519          | Faogna                       | TN                 | 1928 | Aggregato al Nuovo Com. di   | Magrè all'Adige                                             | TN           |
| D565          | Fiavé                        | TN                 | 1928 | Aggregato al Nuovo Com. di   | Lomaso                                                      | TN           |
| D565          | Fiavé                        | TN                 | 1952 | Ristaccato dal Com. di       | Lomaso                                                      | TN           |
| D571          | Fiè                          | TN                 | 1927 | Cambia Provincia a           |                                                             | BZ           |
| D571          | Fiè                          | BZ                 | 1971 | Cambia denominazione in      | Fiè allo Sciliar                                            | BZ           |
| D572          | Fiera di Primiero            | TN                 | 1927 | Aggregato al Nuovo Com. di   | Primiero                                                    | TN           |
| D572          | Fiera di Primiero            | TN                 | 1947 | Ristaccato dal Com. di       | Primiero                                                    | TN           |
| D572          | Fiera di Primiero            | TN                 | 2016 | Aggregato al Nuovo Com. di   | Primiero San Martino di Castrozza                           | TN           |
| D573          | Fierozzo                     | TN                 | 1929 | Aggregato al Com. di         | Sant'Orsola                                                 | TN           |
| D573          | Fierozzo                     | TN                 | 1948 | Ristaccato dal Com. di       | Sant'Orsola                                                 | TN           |
| D616          | Fisto                        | TN                 | 1928 | Aggregato al Nuovo Com. di   | Spiazzo                                                     | TN           |
| D631          | Flavon                       | TN                 | 2016 | Aggregato al Nuovo Com. di   | Contà                                                       | TN           |
| D633          | Fleres                       | TN                 | 1927 | Cambia Provincia a           |                                                             | BZ           |
| D633          | Fleres                       | BZ                 | 1929 | Aggregato al Com. di         | Colle Isarco                                                | BZ           |
| D648          | Foiana                       | TN                 | 1927 | Cambia Provincia a           |                                                             | BZ           |
| D648          | Foiana                       | BZ                 | 1929 | Aggregato al Com. di         | Lana                                                        | BZ           |
| D663          | Fondo                        | TN                 | 2020 | Aggregato al Nuovo Com. di   | Borgo d'Anaunia                                             | TN           |
| D723          | Forno                        | TN                 | 1928 | Aggregato al Com. di         | Moena                                                       | TN           |
| D731          | Mezzaselva all'Isarco        | TN                 | 1923 | Cambia denominazione in      | Mezzaselva                                                  | TN           |
| D731          | Mezzaselva                   | TN                 | 1927 | Cambia Provincia a           |                                                             | BZ           |
| D731          | Mezzaselva                   | BZ                 | 1942 | Cambia denominazione in      | Fortezza                                                    | BZ           |
| D775          | Frassilongo                  | TN                 | 1929 | Aggregato al Com. di         | Sant'Orsola                                                 | TN           |
| D775          | Frassilongo                  | TN                 | 1948 | Ristaccato dal Com. di       | Sant'Orsola                                                 | TN           |
| D792          | Fraveggio                    | TN                 | 1928 | Aggregato al Com. di         | Vezzano                                                     | TN           |
| D792          | Fraveggio                    | TN                 | 2016 | Passa Post Mortem            | da Vezzano a Vallelaghi                                     | TN           |
| D820          | Fundoles                     | TN                 | 1923 | Cambia denominazione in      | Fundres                                                     | TN           |
| D820          | Fundres                      | TN                 | 1927 | Cambia Provincia a           |                                                             | BZ           |
| D820          | Fundres                      | BZ                 | 1929 | Aggregato al Nuovo Com. di   | Vandoies                                                    | BZ           |
| D821          | Funes                        | TN                 | 1927 | Cambia Provincia a           |                                                             | BZ           |
| D860          | Gais                         | TN                 | 1927 | Cambia Provincia a           |                                                             | BZ           |
| D916          | Gardolo al Piano             | TN                 | 1923 | Cambia denominazione in      | Gardolo                                                     | TN           |
| D916          | Gardolo                      | TN                 | 1926 | Aggregato al Com. di         | Trento                                                      | TN           |
| D923          | Gargazzone                   | TN                 | 1927 | Cambia Provincia a           |                                                             | BZ           |
| D928          | Garniga                      | TN                 | 1928 | Aggregato al Com. di         | Aldeno                                                      | TN           |
| D928          | Garniga                      | TN                 | 1947 | Ristaccato dal Com. di       | Aldeno                                                      | TN           |
| D928          | Garniga                      | TN                 | 1993 | Cambia denominazione in      | Garniga Terme                                               | TN           |
| E065          | Giustino                     | TN                 | 1928 | Aggregato al Com. di         | Pinzolo                                                     | TN           |
| E065          | Giustino                     | TN                 | 1952 | Ristaccato dal Com. di       | Pinzolo                                                     | TN           |
| E069          | Glorenza                     | TN                 | 1927 | Cambia Provincia a           |                                                             | BZ           |
| E150          | Grauno                       | TN                 | 1928 | Aggregato al Com. di         | Grumes                                                      | TN           |
| E150          | Grauno                       | TN                 | 1952 | Ristaccato dal Com. di       | Grumes                                                      | TN           |
| E150          | Grauno                       | TN                 | 2016 | Aggregato al Nuovo Com. di   | Altavalle                                                   | TN           |
| E174          | Gries di Bolzano             | TN                 | 1923 | Cambia denominazione in      | Gries                                                       | TN           |
| E174          | Gries                        | TN                 | 1925 | Aggregato al Com. di         | Bolzano                                                     | TN           |
| E181          | Villa in Selva               | TN                 | 1923 | Cambia denominazione in      | Grimaldo                                                    | TN           |
| E181          | Grimaldo                     | TN                 | 1927 | Cambia Provincia a           |                                                             | BZ           |
| E181          | Grimaldo                     | BZ                 | 1928 | Aggregato al Com. di         | Falzes                                                      | BZ           |
| E222          | Grumes                       | TN                 | 2016 | Aggregato al Nuovo Com. di   | Altavalle                                                   | TN           |
| E225          | Grumo                        | TN                 | 1928 | Aggregato al Com. di         | San Michele all'Adige                                       | TN           |
| E257          | Gudon                        | TN                 | 1927 | Cambia Provincia a           |                                                             | BZ           |
| E257          | Gudon                        | BZ                 | 1929 | Aggregato al Com. di         | Chiusa                                                      | BZ           |
| E276          | Iavré                        | TN                 | 1928 | Aggregato al Com. di         | Villa Rendena                                               | TN           |
| E276          | Iavré                        | TN                 | 2016 | Passa Post Mortem            | da Villa Rendena a Porte di Rendena                         | TN           |
| E288          | Imer                         | TN                 | 1928 | Aggregato al Nuovo Com. di   | Mezzano Imer                                                | TN           |
| E288          | Imer                         | TN                 | 1947 | Ristaccato dal Com. di       | Mezzano Imer                                                | TN           |
| E331          | Ischia                       | TN                 | 1929 | Aggregato al Com. di         | Pergine Valsugana                                           | TN           |
| E378          | Ivano-Fracena                | TN                 | 1928 | Aggregato al Com. di         | Strigno                                                     | TN           |
| E378          | Ivano-Fracena                | TN                 | 1947 | Ristaccato dal Com. di       | Strigno                                                     | TN           |
| E378          | Ivano-Fracena                | TN                 | 2016 | Aggregato al Com. di         | Castel Ivano                                                | TN           |
| E398          | Laces                        | TN                 | 1927 | Cambia Provincia a           |                                                             | BZ           |
| E399          | Lacigno                      | TN                 | 1923 | Cambia denominazione in      | Lacinigo                                                    | TN           |
| E399          | Lacinigo                     | TN                 | 1927 | Cambia Provincia a           |                                                             | BZ           |
| E399          | Lacinigo                     | BZ                 | 1929 | Aggregato al Nuovo Com. di   | Castelbello-Ciardes                                         | BZ           |
| E412          | Lagundo                      | TN                 | 1927 | Cambia Provincia a           |                                                             | BZ           |
| E420          | Laion                        | TN                 | 1927 | Cambia Provincia a           |                                                             | BZ           |
| E421          | Laives                       | TN                 | 1927 | Cambia Provincia a           |                                                             | BZ           |
| E434          | Lana                         | TN                 | 1927 | Cambia Provincia a           |                                                             | BZ           |
| E449          | Lappago                      | TN                 | 1927 | Cambia Provincia a           |                                                             | BZ           |
| E449          | Lappago                      | BZ                 | 1928 | Aggregato al Com. di         | Selva dei Molini                                            | BZ           |
| E452          | Lardaro                      | TN                 | 1928 | Aggregato al Com. di         | Roncone                                                     | TN           |
| E452          | Lardaro                      | TN                 | 1958 | Ristaccato dal Com. di       | Roncone                                                     | TN           |
| E452          | Lardaro                      | TN                 | 2016 | Aggregato al Nuovo Com. di   | Sella Giudicarie                                            | TN           |
| E457          | Lasa                         | TN                 | 1927 | Cambia Provincia a           |                                                             | BZ           |
| E461          | Lasino                       | TN                 | 1928 | Aggregato al Nuovo Com. di   | Madruzzo                                                    | TN           |
| E461          | Lasino                       | TN                 | 1953 | Ristaccato dal Com. di       | Madruzzo                                                    | TN           |
| E461          | Lasino                       | TN                 | 2016 | Aggregato al Nuovo Com. di   | Madruzzo                                                    | TN           |
| E477          | Laudes                       | TN                 | 1927 | Cambia Provincia a           |                                                             | BZ           |
| E477          | Laudes                       | BZ                 | 1928 | Aggregato al Nuovo Com. di   | Malles Venosta                                              | BZ           |
| E481          | Lauregno                     | TN                 | 1928 | Aggregato al Com. di         | Rumo                                                        | TN           |
| E481          | Lauregno                     | TN                 | 1948 | Ristaccato dal Com. di       | Rumo                                                        | TN           |
| E481          | Lauregno                     | TN                 | 1948 | Cambia Provincia a           |                                                             | BZ           |
| E491          | La Valle                     | TN                 | 1927 | Cambia Provincia a           |                                                             | BZ           |
| E491          | La Valle                     | BZ                 | 1928 | Aggregato al Com. di         | San Martino in Badia                                        | BZ           |
| E491          | La Valle                     | BZ                 | 1964 | Ristaccato dal Com. di       | San Martino in Badia                                        | BZ           |
| E501          | Lazfons                      | TN                 | 1927 | Cambia Provincia a           |                                                             | BZ           |
| E501          | Lazfons                      | BZ                 | 1929 | Aggregato al Com. di         | Chiusa                                                      | BZ           |
| E516          | Legos                        | TN                 | 1928 | Aggregato al Com. di         | Molina di Ledro                                             | TN           |
| E516          | Legos                        | TN                 | 2010 | Passa Post Mortem            | da Molina di Ledro a Ledro                                  | TN           |
| E533          | Lenzima                      | TN                 | 1929 | Aggregato al Com. di         | Isera                                                       | TN           |
| E534          | Lenzumo                      | TN                 | 1928 | Aggregato al Com. di         | Bezzecca                                                    | TN           |
| E534          | Lenzumo                      | TN                 | 2010 | Passa Post Mortem            | da Bezzecca a Ledro                                         | TN           |
| E565          | Levico                       | TN                 | 1969 | Cambia denominazione in      | Levico Terme                                                | TN           |
| E614          | Lisignago                    | TN                 | 1928 | Aggregato al Com. di         | Cembra                                                      | TN           |
| E614          | Lisignago                    | TN                 | 1952 | Ristaccato dal Com. di       | Cembra                                                      | TN           |
| E614          | Lisignago                    | TN                 | 2016 | Aggregato al Nuovo Com. di   | Cembra Lisignago                                            | TN           |
| E622          | Livinallongo                 | Venezia Tridentina | 1923 | Cambia Provincia e Regione a |                                                             | BL Veneto    |
| E628          | Lizzana                      | TN                 | 1927 | Aggregato al Com. di         | Rovereto                                                    | TN           |
| E643          | Locca                        | TN                 | 1928 | Aggregato al Com. di         | Bezzecca                                                    | TN           |
| E643          | Locca                        | TN                 | 2010 | Passa Post Mortem            | da Bezzecca a Ledro                                         | TN           |
| E653          | Lodrone                      | TN                 | 1928 | Aggregato al Com. di         | Storo                                                       | TN           |
| E658          | Lomaso                       | TN                 | 2010 | Aggregato al Nuovo Com. di   | Comano Terme                                                | TN           |
| E663          | Lon                          | TN                 | 1928 | Aggregato al Com. di         | Vezzano                                                     | TN           |
| E663          | Lon                          | TN                 | 2016 | Passa Post Mortem            | da Vezzano a Vallelaghi                                     | TN           |
| E664          | Lona-Lases                   | TN                 | 1928 | Aggregato al Com. di         | Albiano                                                     | TN           |
| E664          | Lona-Lases                   | TN                 | 1952 | Ristaccato dal Com. di       | Albiano                                                     | TN           |
| E676          | Longiarù                     | TN                 | 1927 | Cambia Provincia a           |                                                             | BZ           |
| E676          | Longiarù                     | BZ                 | 1928 | Aggregato al Com. di         | San Martino in Badia                                        | BZ           |
| E703          | Lover                        | TN                 | 1928 | Aggregato al Com. di         | Denno                                                       | TN           |
| E703          | Lover                        | TN                 | 1952 | Passa Post Mortem            | da Denno a Campodenno                                       | TN           |
| E744          | Lundo                        | TN                 | 1928 | Aggregato al Nuovo Com. di   | Lomaso                                                      | TN           |
| E744          | Lundo                        | TN                 | 2010 | Passa Post Mortem            | da Lomaso a Comano Terme                                    | TN           |
| E764          | Luson                        | TN                 | 1927 | Cambia Provincia a           |                                                             | BZ           |
| E768          | Lutago                       | TN                 | 1927 | Cambia Provincia a           |                                                             | BZ           |
| E768          | Lutago                       | BZ                 | 1929 | Aggregato al Nuovo Com. di   | Valle Aurina                                                | BZ           |
| E796          | Madrano                      | TN                 | 1929 | Aggregato al Com. di         | Pergine Valsugana                                           | TN           |
| E797          | Madruzzo                     | TN                 | 1953 | Suddiviso fra i comuni di    | Calavino e Lasino                                           | TN           |
| E800          | Magasa                       | TN                 | 1929 | Aggregato al Com. di         | Turano                                                      | TN           |
| E800          | Magasa                       | TN                 | 1934 | Cambia Regione Post Mortem   |                                                             | BS Lombardia |
| E826          | Magras                       | TN                 | 1928 | Aggregato al Com. di         | Malé                                                        | TN           |
| E827          | Magrè                        | TN                 | 1928 | Aggregato al Nuovo Com. di   | Magrè all'Adige                                             | TN           |
| E829          | Magrè all'Adige              | TN                 | 1948 | Cambia Provincia a           |                                                             | BZ           |
| E829          | Magrè all'Adige              | BZ                 | 1971 | Cambia denominazione in      | Magrè sulla Strada del Vino                                 | BZ           |
| E831          | Maia Alta                    | TN                 | 1923 | Aggregato al Com. di         | Merano                                                      | TN           |
| E832          | Maia Bassa                   | TN                 | 1923 | Aggregato al Com. di         | Merano                                                      | TN           |
| E857          | Salter-Malgolo               | TN                 | 1928 | Cambia denominazione in      | Malgolo                                                     | TN           |
| E857          | Malgolo                      | TN                 | 1928 | Aggregato al Com. di         | Romeno                                                      | TN           |
| E861          | Malles                       | TN                 | 1927 | Cambia Provincia a           |                                                             | BZ           |
| E861          | Malles                       | BZ                 | 1928 | Aggregato al Nuovo Com. di   | Malles Venosta                                              | BZ           |
| E866          | Malosco                      | TN                 | 1928 | Aggregato al Com. di         | Fondo                                                       | TN           |
| E866          | Malosco                      | TN                 | 1947 | Ristaccato dal Com. di       | Fondo                                                       | TN           |
| E866          | Malosco                      | TN                 | 2020 | Aggregato al Nuovo Com. di   | Borgo d'Anaunia                                             | TN           |
| E895          | Montale in Pusteria          | TN                 | 1923 | Cambia denominazione in      | Mantana                                                     | TN           |
| E895          | Mantana                      | TN                 | 1927 | Cambia Provincia a           |                                                             | BZ           |
| E895          | Mantana                      | BZ                 | 1928 | Aggregato al Com. di         | San Lorenzo in Pusteria                                     | BZ           |
| E898          | Manzano                      | TN                 | 1924 | Aggregato al Com. di         | Pannone                                                     | TN           |
| E898          | Manzano                      | TN                 | 1971 | Passa Post Mortem            | da Pannone a Mori                                           | TN           |
| E909          | Marano                       | TN                 | 1929 | Aggregato al Com. di         | Isera                                                       | TN           |
| E916          | Maranza in Pusteria          | TN                 | 1923 | Cambia denominazione in      | Maranza                                                     | TN           |
| E916          | Maranza                      | TN                 | 1927 | Cambia Provincia a           |                                                             | BZ           |
| E916          | Maranza                      | BZ                 | 1929 | Aggregato al Com. di         | Rio di Pusteria                                             | BZ           |
| E935          | Marco                        | TN                 | 1927 | Aggregato al Com. di         | Rovereto                                                    | TN           |
| E938          | Marebbe                      | TN                 | 1927 | Cambia Provincia a           |                                                             | BZ           |
| E943          | Mareta                       | TN                 | 1927 | Cambia Provincia a           |                                                             | BZ           |
| E943          | Mareta                       | BZ                 | 1929 | Aggregato al Com. di         | Racines                                                     | BZ           |
| E948          | Margone                      | TN                 | 1928 | Aggregato al Com. di         | Vezzano                                                     | TN           |
| E948          | Margone                      | TN                 | 2016 | Passa Post Mortem            | da Vezzano a Vallelaghi                                     | TN           |
| E959          | Marlengo                     | TN                 | 1927 | Cambia Provincia a           |                                                             | BZ           |
| E981          | Martello                     | TN                 | 1927 | Cambia Provincia a           |                                                             | BZ           |
| F014          | Masi di Vigo                 | TN                 | 1928 | Aggregato al Nuovo Com. di   | Ton                                                         | TN           |
| F045          | Massimeno                    | TN                 | 1928 | Aggregato al Com. di         | Pinzolo                                                     | TN           |
| F045          | Massimeno                    | TN                 | 1952 | Ristaccato dal Com. di       | Pinzolo                                                     | TN           |
| F049          | Mastellina                   | TN                 | 1928 | Aggregato al Nuovo Com. di   | Commezzadura                                                | TN           |
| F056          | Mattarello                   | TN                 | 1926 | Aggregato al Com. di         | Trento                                                      | TN           |
| F062          | Mazia                        | TN                 | 1927 | Cambia Provincia a           |                                                             | BZ           |
| F062          | Mazia                        | BZ                 | 1928 | Aggregato al Nuovo Com. di   | Malles Venosta                                              | BZ           |
| F068          | Mazzin                       | TN                 | 1926 | Aggregato al Com. di         | Vigo di Fassa                                               | TN           |
| F068          | Mazzin                       | TN                 | 1952 | Ristaccato dal Com. di       | Vigo di Fassa                                               | TN           |
| F076          | Meano                        | TN                 | 1926 | Aggregato al Com. di         | Trento                                                      | TN           |
| F077          | Mechel                       | TN                 | 1928 | Aggregato al Com. di         | Cles                                                        | TN           |
| F118          | Meltina                      | TN                 | 1927 | Cambia Provincia a           |                                                             | BZ           |
| F132          | Merano                       | TN                 | 1927 | Cambia Provincia a           |                                                             | BZ           |
| F160          | Mestriago                    | TN                 | 1928 | Aggregato al Nuovo Com. di   | Commezzadura                                                | TN           |
| F176          | Mezzano                      | TN                 | 1928 | Aggregato al Nuovo Com. di   | Mezzano Imer                                                | TN           |
| F176          | Mezzano                      | TN                 | 1947 | Ristaccato dal Com. di       | Mezzano Imer                                                | TN           |
| F177          | Mezzano Imer                 | TN                 | 1947 | Suddiviso fra i comuni di    | Imer e Mezzano                                              | TN           |
| F185          | Mezzolago                    | TN                 | 1928 | Aggregato al Com. di         | Molina di Ledro                                             | TN           |
| F185          | Mezzolago                    | TN                 | 2010 | Passa Post Mortem            | da Molina di Ledro a Ledro                                  | TN           |
| F211          | Millan-Sarnes                | TN                 | 1927 | Cambia Provincia a           |                                                             | BZ           |
| F211          | Millan-Sarnes                | BZ                 | 1928 | Aggregato al Com. di         | Bressanone                                                  | BZ           |
| F227          | Miola                        | TN                 | 1928 | Aggregato al Com. di         | Baselga di Piné                                             | TN           |
| F264          | Moerna                       | TN                 | 1929 | Aggregato al Com. di         | Turano                                                      | TN           |
| F264          | Moerna                       | TN                 | 1934 | Cambia Regione Post Mortem   |                                                             | BS Lombardia |
| F286          | Molina                       | TN                 | 1923 | Cambia denominazione in      | Molina di Ledro                                             | TN           |
| F286          | Molina di Ledro              | TN                 | 2010 | Aggregato al Nuovo Com. di   | Ledro                                                       | TN           |
| F291          | Molini di Tures              | TN                 | 1927 | Cambia Provincia a           |                                                             | BZ           |
| F291          | Molini di Tures              | BZ                 | 1929 | Aggregato al Com. di         | Campo Tures                                                 | BZ           |
| F296          | Mollaro                      | TN                 | 1929 | Aggregato al Com. di         | Taio                                                        | TN           |
| F296          | Mollaro                      | TN                 | 2015 | Passa Post Mortem            | da Taio a Predaia                                           | TN           |
| F341          | Monclassico                  | TN                 | 1928 | Aggregato al Com. di         | Dimaro                                                      | TN           |
| F341          | Monclassico                  | TN                 | 1953 | Ristaccato dal Com. di       | Dimaro                                                      | TN           |
| F341          | Monclassico                  | TN                 | 2016 | Aggregato al Nuovo Com. di   | Dimaro Folgarida                                            | TN           |
| F362          | Monghezzo Esterno            | TN                 | 1923 | Cambia denominazione in      | Monghezzo di Fuori                                          | TN           |
| F362          | Monghezzo di Fuori           | TN                 | 1927 | Cambia Provincia a           |                                                             | BZ           |
| F362          | Monghezzo di Fuori           | BZ                 | 1929 | Aggregato al Com. di         | Chienes                                                     | BZ           |
| F371          | Monguelfo                    | TN                 | 1927 | Cambia Provincia a           |                                                             | BZ           |
| F371          | Monguelfo                    | BZ                 | 2003 | Cambia denominazione in      | Monguelfo-Tesido                                            | BZ           |
| F392          | Montagna                     | TN                 | 1948 | Cambia Provincia a           |                                                             | BZ           |
| F392          | Montagna                     | BZ                 | 2023 | Cambia denominazione in      | Montagna sulla Strada del Vino                              | BZ           |
| F396          | Montagne                     | TN                 | 1928 | Aggregato al Com. di         | Ragoli                                                      | TN           |
| F396          | Montagne                     | TN                 | 1952 | Ristaccato dal Com. di       | Ragoli                                                      | TN           |
| F396          | Montagne                     | TN                 | 2016 | Aggregato al Nuovo Com. di   | Tre Ville                                                   | TN           |
| F431          | Montassilo                   | TN                 | 1923 | Cambia denominazione in      | Montassilone                                                | TN           |
| F431          | Montassilone                 | TN                 | 1927 | Cambia Provincia a           |                                                             | BZ           |
| F431          | Montassilone                 | BZ                 | 1928 | Aggregato al Com. di         | Gais                                                        | BZ           |
| F436          | Monte a Mezzodì              | TN                 | 1923 | Cambia denominazione in      | Monte di Mezzodì                                            | TN           |
| F436          | Monte di Mezzodì             | TN                 | 1927 | Cambia Provincia a           |                                                             | BZ           |
| F436          | Monte di Mezzodì             | BZ                 | 1928 | Aggregato al Com. di         | Silandro                                                    | BZ           |
| F438          | Monte a Tramontana           | TN                 | 1923 | Cambia denominazione in      | Monte di Tramontana                                         | TN           |
| F438          | Monte a Tramontana           | TN                 | 1927 | Cambia Provincia a           |                                                             | BZ           |
| F438          | Monte di Tramontana          | BZ                 | 1928 | Aggregato al Com. di         | Silandro                                                    | BZ           |
| F470          | Montechiaro                  | TN                 | 1927 | Cambia Provincia a           |                                                             | BZ           |
| F470          | Montechiaro                  | BZ                 | 1929 | Aggregato al Nuovo Com. di   | Prato allo Stelvio                                          | BZ           |
| F505          | Montefontana                 | TN                 | 1927 | Cambia Provincia a           |                                                             | BZ           |
| F505          | Montefontana                 | BZ                 | 1929 | Aggregato al Nuovo Com. di   | Castelbello-Ciardes                                         | BZ           |
| F588          | Monteponente                 | TN                 | 1927 | Cambia Provincia a           |                                                             | BZ           |
| F588          | Monteponente                 | BZ                 | 1928 | Aggregato al Com. di         | Bressanone                                                  | BZ           |
| F615          | Montes                       | TN                 | 1928 | Aggregato al Com. di         | Dimaro                                                      | TN           |
| F615          | Montes                       | TN                 | 1953 | Passa Post Mortem            | da Dimaro a Monclassico                                     | TN           |
| F615          | Montes                       | TN                 | 1970 | Passa Post Mortem            | da Monclassico a Malé                                       | TN           |
| F617          | Monte San Candido            | TN                 | 1927 | Cambia Provincia a           |                                                             | BZ           |
| F617          | Monte San Candido            | BZ                 | 1928 | Aggregato al Com. di         | San Candido                                                 | BZ           |
| F755          | Mortaso                      | TN                 | 1928 | Aggregato al Nuovo Com. di   | Spiazzo                                                     | TN           |
| F757          | Morter                       | TN                 | 1927 | Cambia Provincia a           |                                                             | BZ           |
| F757          | Morter                       | BZ                 | 1928 | Aggregato al Com. di         | Laces                                                       | BZ           |
| F766          | Piano in Passeria            | TN                 | 1923 | Cambia denominazione in      | Moso                                                        | TN           |
| F766          | Moso                         | TN                 | 1927 | Cambia Provincia a           |                                                             | BZ           |
| F766          | Moso                         | BZ                 | 1955 | Cambia denominazione in      | Moso in Passiria                                            | BZ           |
| F803          | Mules                        | TN                 | 1927 | Cambia Provincia a           |                                                             | BZ           |
| F803          | Mules                        | BZ                 | 1928 | Aggregato al Com. di         | Campo di Trens                                              | BZ           |
| F835          | Nago-Torbole                 | TN                 | 1929 | Aggregato al Com. di         | Riva                                                        | TN           |
| F835          | Nago-Torbole                 | TN                 | 1957 | Ristaccato dal Com. di       | Riva                                                        | TN           |
| F836          | Nalles                       | TN                 | 1927 | Cambia Provincia a           |                                                             | BZ           |
| F837          | Nanno                        | TN                 | 1928 | Aggregato al Com. di         | Tassullo                                                    | TN           |
| F837          | Nanno                        | TN                 | 1947 | Ristaccato dal Com. di       | Tassullo                                                    | TN           |
| F837          | Nanno                        | TN                 | 2016 | Aggregato al Nuovo Com. di   | Ville d'Anaunia                                             | TN           |
| F849          | Naturno                      | TN                 | 1927 | Cambia Provincia a           |                                                             | BZ           |
| F853          | Nave San Rocco               | TN                 | 1928 | Aggregato al Com. di         | Zambana                                                     | TN           |
| F853          | Nave San Rocco               | TN                 | 1948 | Ristaccato dal Com. di       | Zambana                                                     | TN           |
| F853          | Nave San Rocco               | TN                 | 2019 | Aggregato al Nuovo Com. di   | Terre d'Adige                                               | TN           |
| F855          | Noci                         | TN                 | 1923 | Cambia denominazione in      | Naz                                                         | TN           |
| F855          | Naz                          | TN                 | 1927 | Cambia Provincia a           |                                                             | BZ           |
| F855          | Naz                          | BZ                 | 1929 | Aggregato al Nuovo Com. di   | Naz-Sciaves                                                 | BZ           |
| F905          | Noarna                       | TN                 | 1929 | Aggregato al Com. di         | Villa Lagarina                                              | TN           |
| F905          | Noarna                       | TN                 | 1955 | Passa Post Mortem            | da Villa Lagarina a Nogaredo                                | TN           |
| F919          | Nogaré                       | TN                 | 1929 | Aggregato al Com. di         | Pergine Valsugana                                           | TN           |
| F920          | Nogaredo                     | TN                 | 1929 | Aggregato al Com. di         | Villa Lagarina                                              | TN           |
| F920          | Nogaredo                     | TN                 | 1955 | Ristaccato dal Com. di       | Villa Lagarina                                              | TN           |
| F928          | Nomesino                     | TN                 | 1924 | Aggregato al Com. di         | Pannone                                                     | TN           |
| F928          | Nomesino                     | TN                 | 1971 | Passa Post Mortem            | da Pannone a Mori                                           | TN           |
| F936          | Noriglio                     | TN                 | 1927 | Aggregato al Com. di         | Rovereto                                                    | TN           |
| F945          | Novacella                    | TN                 | 1927 | Cambia Provincia a           |                                                             | BZ           |
| F945          | Novacella                    | BZ                 | 1929 | Aggregato al Com. di         | Varna                                                       | BZ           |
| F949          | Nova Levante                 | TN                 | 1927 | Cambia Provincia a           |                                                             | BZ           |
| F950          | Nova Ponente                 | TN                 | 1927 | Cambia Provincia a           |                                                             | BZ           |
| G052          | Oltresarca                   | TN                 | 1929 | Aggregato al Com. di         | Arco                                                        | TN           |
| G069          | Onies                        | TN                 | 1927 | Cambia Provincia a           |                                                             | BZ           |
| G069          | Onies                        | BZ                 | 1928 | Aggregato al Com. di         | San Lorenzo in Pusteria                                     | BZ           |
| G083          | Ora                          | TN                 | 1948 | Cambia Provincia a           |                                                             | BZ           |
| G112          | Oris                         | TN                 | 1927 | Cambia Provincia a           |                                                             | BZ           |
| G112          | Oris                         | BZ                 | 1929 | Aggregato al Com. di         | Lasa                                                        | BZ           |
| G140          | Ortisei                      | TN                 | 1927 | Cambia Provincia a           |                                                             | BZ           |
| G168          | Ospedaletto                  | TN                 | 1928 | Aggregato al Com. di         | Grigno                                                      | TN           |
| G168          | Ospedaletto                  | TN                 | 1958 | Ristaccato dal Com. di       | Grigno                                                      | TN           |
| G214          | Padergnone                   | TN                 | 1928 | Aggregato al Com. di         | Vezzano                                                     | TN           |
| G214          | Padergnone                   | TN                 | 1952 | Ristaccato dal Com. di       | Vezzano                                                     | TN           |
| G214          | Padergnone                   | TN                 | 2016 | Aggregato al Nuovo Com. di   | Vallelaghi                                                  | TN           |
| G296          | Palù                         | TN                 | 1929 | Aggregato al Com. di         | Sant'Orsola                                                 | TN           |
| G296          | Palù                         | TN                 | 1948 | Ristaccato dal Com. di       | Sant'Orsola                                                 | TN           |
| G296          | Palù                         | TN                 | 1959 | Cambia denominazione in      | Palù del Fersina                                            | TN           |
| G299          | Palus                        | TN                 | 1923 | Cambia denominazione in      | Plaus                                                       | TN           |
| G299          | Plaus                        | TN                 | 1927 | Cambia Provincia a           |                                                             | BZ           |
| G305          | Panchià                      | TN                 | 1929 | Aggregato al Com. di         | Ziano                                                       | TN           |
| G305          | Panchià                      | TN                 | 1947 | Ristaccato dal Com. di       | Ziano                                                       | TN           |
| G313          | Pannone                      | TN                 | 1971 | Cambia denominazione in      | Ronzo-Chienis                                               | TN           |
| G328          | Parcines                     | TN                 | 1927 | Cambia Provincia a           |                                                             | BZ           |
| G373          | Patone                       | TN                 | 1929 | Aggregato al Com. di         | Isera                                                       | TN           |
| G406          | Pedemonte                    | TN                 | 1929 | Cambia Provincia e Regione a |                                                             | VI Veneto    |
| G409          | Pedersano                    | TN                 | 1929 | Aggregato al Com. di         | Villa Lagarina                                              | TN           |
| G428          | Pellizzano                   | TN                 | 1928 | Aggregato al Com. di         | Ossana                                                      | TN           |
| G428          | Pellizzano                   | TN                 | 1954 | Ristaccato dal Com. di       | Ossana                                                      | TN           |
| G429          | Pelugo                       | TN                 | 1928 | Aggregato al Com. di         | Vigo Rendena                                                | TN           |
| G429          | Pelugo                       | TN                 | 1946 | Ristaccato dal Com. di       | Vigo Rendena                                                | TN           |
| G443          | Perga                        | TN                 | 1923 | Cambia denominazione in      | Perca                                                       | TN           |
| G443          | Perca                        | TN                 | 1927 | Cambia Provincia a           |                                                             | BZ           |
| G452          | Pergine                      | TN                 | 1929 | Cambia denominazione in      | Pergine Valsugana                                           | TN           |
| G464          | Pera                         | TN                 | 1926 | Aggregato al Com. di         | Vigo di Fassa                                               | TN           |
| G464          | Pera                         | TN                 | 2018 | Passa Post Mortem            | da Vigo di Fassa a Sèn Jan di Fassa                         | TN           |
| G470          | Persone                      | TN                 | 1929 | Aggregato al Com. di         | Turano                                                      | TN           |
| G470          | Persone                      | TN                 | 1934 | Cambia Regione Post Mortem   |                                                             | BS Lombardia |
| G569          | Piano                        | TN                 | 1928 | Aggregato al Nuovo Com. di   | Commezzadura                                                | TN           |
| G641          | Pieve di Bono                | TN                 | 2016 | Aggregato al Nuovo Com. di   | Pieve di Bono-Prezzo                                        | TN           |
| G644          | Pieve di Ledro               | TN                 | 1928 | Aggregato al Com. di         | Bezzecca                                                    | TN           |
| G644          | Pieve di Ledro               | TN                 | 1952 | Ristaccato dal Com. di       | Bezzecca                                                    | TN           |
| G644          | Pieve di Ledro               | TN                 | 2010 | Aggregato al Nuovo Com. di   | Ledro                                                       | TN           |
| G667          | Pilcante                     | TN                 | 1928 | Aggregato al Com. di         | Ala                                                         | TN           |
| G730          | Plagnolo                     | TN                 | 1923 | Cambia denominazione in      | Planol                                                      | TN           |
| G730          | Planol                       | TN                 | 1927 | Cambia Provincia a           |                                                             | BZ           |
| G730          | Planol                       | BZ                 | 1928 | Aggregato al Nuovo Com. di   | Malles Venosta                                              | BZ           |
| G732          | Platea                       | TN                 | 1923 | Cambia denominazione in      | Plata                                                       | TN           |
| G732          | Plata                        | TN                 | 1927 | Cambia Provincia a           |                                                             | BZ           |
| G732          | Plata                        | BZ                 | 1928 | Aggregato al Com. di         | Moso in Passiria                                            | BZ           |
| G830          | Ponte all'Isarco             | TN                 | 1927 | Cambia Provincia a           |                                                             | BZ           |
| G830          | Ponte all'Isarco             | BZ                 | 1938 | Cambia denominazione in      | Ponte Gardena                                               | BZ           |
| G880          | Por                          | TN                 | 1928 | Aggregato al Nuovo Com. di   | Pieve di Bono                                               | TN           |
| G880          | Por                          | TN                 | 2016 | Passa Post Mortem            | da Pieve di Bono a Pieve di Bono-Prezzo                     | TN           |
| G936          | Postal                       | TN                 | 1927 | Cambia Provincia a           |                                                             | BZ           |
| G948          | Povo                         | TN                 | 1926 | Aggregato al Com. di         | Trento                                                      | TN           |
| G950          | Pozza                        | TN                 | 1926 | Aggregato al Com. di         | Vigo di Fassa                                               | TN           |
| G950          | Pozza                        | TN                 | 1952 | Ristaccato dal Com. di       | Vigo di Fassa                                               | TN           |
| G950          | Pozza                        | TN                 | 1956 | Cambia denominazione in      | Pozza di Fassa                                              | TN           |
| G950          | Pozza di Fassa               | TN                 | 2018 | Aggregato al Nuovo Com. di   | Sèn Jan di Fassa                                            | TN           |
| G984          | Pranzo                       | TN                 | 1929 | Aggregato al Com. di         | Tenno                                                       | TN           |
| G989          | Praso                        | TN                 | 1928 | Aggregato al Nuovo Com. di   | Pieve di Bono                                               | TN           |
| G989          | Praso                        | TN                 | 1952 | Ristaccato dal Com. di       | Pieve di Bono                                               | TN           |
| G989          | Praso                        | TN                 | 2015 | Aggregato al Nuovo Com. di   | Valdaone                                                    | TN           |
| G996          | Prati                        | TN                 | 1927 | Cambia Provincia a           |                                                             | BZ           |
| G996          | Prati                        | BZ                 | 1931 | Aggregato al Nuovo Com. di   | Val di Vizze                                                | BZ           |
| H003          | Prato alla Drava             | TN                 | 1927 | Cambia Provincia a           |                                                             | BZ           |
| H003          | Prato alla Drava             | BZ                 | 1928 | Aggregato al Com. di         | San Candido                                                 | BZ           |
| H004          | Prato di Venosta             | TN                 | 1927 | Cambia Provincia a           |                                                             | BZ           |
| H004          | Prato di Venosta             | BZ                 | 1929 | Aggregato al Nuovo Com. di   | Prato allo Stelvio                                          | BZ           |
| H004          | Prato allo Stelvio           | BZ                 | 1953 | Cambia denominazione in      | Prato Venosta                                               | BZ           |
| H004          | Prato Venosta                | BZ                 | 1954 | Cambia denominazione in      | Prato allo Stelvio                                          | BZ           |
| H012          | Pré                          | TN                 | 1928 | Aggregato al Com. di         | Molina di Ledro                                             | TN           |
| H012          | Pré                          | TN                 | 2010 | Passa Post Mortem            | da Molina di Ledro a Ledro                                  | TN           |
| H019          | San Valentino in Predoi      | TN                 | 1923 | Cambia denominazione in      | Predoi                                                      | TN           |
| H019          | Predoi                       | TN                 | 1927 | Cambia Provincia a           |                                                             | BZ           |
| H019          | Predoi                       | BZ                 | 1929 | Aggregato al Nuovo Com. di   | Valle Aurina                                                | BZ           |
| H019          | Predoi                       | BZ                 | 1958 | Ristaccato dal Com. di       | Valle Aurina                                                | BZ           |
| H023          | Pregasina                    | TN                 | 1925 | Aggregato al Com. di         | Biacesa                                                     | TN           |
| H023          | Pregasina                    | TN                 | 2010 | Passa Post Mortem            | da Biacesa a Ledro                                          | TN           |
| H024          | Preghena                     | TN                 | 1928 | Aggregato al Com. di         | Livo                                                        | TN           |
| H035          | Premione                     | TN                 | 1928 | Aggregato al Com. di         | Stenico                                                     | TN           |
| H039          | Preore                       | TN                 | 1928 | Aggregato al Com. di         | Ragoli                                                      | TN           |
| H039          | Preore                       | TN                 | 1952 | Ristaccato dal Com. di       | Ragoli                                                      | TN           |
| H039          | Preore                       | TN                 | 2016 | Aggregato al Nuovo Com. di   | Tre Ville                                                   | TN           |
| H049          | Presson                      | TN                 | 1928 | Aggregato al Com. di         | Dimaro                                                      | TN           |
| H049          | Presson                      | TN                 | 1953 | Passa Post Mortem            | da Dimaro a Monclassico                                     | TN           |
| H049          | Presson                      | TN                 | 2016 | Passa Post Mortem            | da Monclassico a Dimaro Folgarida                           | TN           |
| H057          | Prezzo                       | TN                 | 1928 | Aggregato al Nuovo Com. di   | Pieve di Bono                                               | TN           |
| H057          | Prezzo                       | TN                 | 1952 | Ristaccato dal Com. di       | Pieve di Bono                                               | TN           |
| H057          | Prezzo                       | TN                 | 2016 | Aggregato al Nuovo Com. di   | Pieve di Bono-Prezzo                                        | TN           |
| H066          | Primiero                     | TN                 | 1947 | Suddiviso fra i comuni di    | Fiera di Primiero, Sagron Mis, Siror, Tonadico e Transacqua | TN           |
| H067          | Priò                         | TN                 | 1929 | Aggregato al Com. di         | Tres                                                        | TN           |
| H067          | Priò                         | TN                 | 2015 | Passa Post Mortem            | da Tres a Predaia                                           | TN           |
| H081          | Proves                       | TN                 | 1928 | Aggregato al Com. di         | Rumo                                                        | TN           |
| H081          | Proves                       | TN                 | 1948 | Ristaccato dal Com. di       | Rumo                                                        | TN           |
| H081          | Proves                       | TN                 | 1948 | Cambia Provincia a           |                                                             | BZ           |
| H125          | Quetta                       | TN                 | 1928 | Aggregato al Com. di         | Denno                                                       | TN           |
| H125          | Quetta                       | TN                 | 1952 | Passa Post Mortem            | da Denno a Campodenno                                       | TN           |
| H152          | Racignes                     | TN                 | 1923 | Cambia denominazione in      | Racines                                                     | TN           |
| H152          | Racines                      | TN                 | 1927 | Cambia Provincia a           |                                                             | BZ           |
| H162          | Ragoli                       | TN                 | 2016 | Aggregato al Nuovo Com. di   | Tre Ville                                                   | TN           |
| H167          | Raissa                       | TN                 | 1923 | Cambia denominazione in      | Riscone                                                     | TN           |
| H167          | Riscone                      | TN                 | 1927 | Cambia Provincia a           |                                                             | BZ           |
| H167          | Riscone                      | BZ                 | 1928 | Aggregato al Com. di         | Brunico                                                     | BZ           |
| H181          | Ranzo                        | TN                 | 1928 | Aggregato al Com. di         | Vezzano                                                     | TN           |
| H181          | Ranzo                        | TN                 | 2016 | Passa Post Mortem            | da Vezzano a Vallelaghi                                     | TN           |
| H189          | Rasun Anterselva             | BZ                 | 1955 | Staccato dal Com. di         | Rasun Valdaora                                              | BZ           |
| H190          | Rasun di Sopra               | TN                 | 1927 | Cambia Provincia a           |                                                             | BZ           |
| H190          | Rasun di Sopra               | BZ                 | 1928 | Aggregato al Nuovo Com. di   | Rasun Valdaora                                              | BZ           |
| H190          | Rasun di Sopra               | BZ                 | 1955 | Passa Post Mortem            | da Rasun Valdaora a Rasun Anterselva                        | BZ           |
| H191          | Rasun di Sotto               | TN                 | 1927 | Cambia Provincia a           |                                                             | BZ           |
| H191          | Rasun di Sotto               | BZ                 | 1928 | Aggregato al Nuovo Com. di   | Rasun Valdaora                                              | BZ           |
| H191          | Rasun di Sotto               | BZ                 | 1955 | Passa Post Mortem            | da Rasun Valdaora a Rasun Anterselva                        | BZ           |
| H201          | Ravina                       | TN                 | 1926 | Aggregato al Com. di         | Trento                                                      | TN           |
| H236          | Renon                        | TN                 | 1927 | Cambia Provincia a           |                                                             | BZ           |
| H241          | Resia all'Adige              | TN                 | 1923 | Cambia denominazione in      | Resia                                                       | TN           |
| H241          | Resia                        | TN                 | 1927 | Cambia Provincia a           |                                                             | BZ           |
| H241          | Resia                        | BZ                 | 1928 | Aggregato al Nuovo Com. di   | Curon Venosta                                               | BZ           |
| H249          | Reviano Folas                | TN                 | 1929 | Aggregato al Com. di         | Isera                                                       | TN           |
| H254          | Revò                         | TN                 | 2020 | Aggregato al Nuovo Com. di   | Novella                                                     | TN           |
| H279          | Ridanna                      | TN                 | 1927 | Cambia Provincia a           |                                                             | BZ           |
| H279          | Ridanna                      | BZ                 | 1929 | Aggregato al Com. di         | Racines                                                     | BZ           |
| H284          | Rifiano                      | TN                 | 1927 | Cambia Provincia a           |                                                             | BZ           |
| H295          | Rinna                        | TN                 | 1923 | Cambia denominazione in      | Rina                                                        | TN           |
| H295          | Rina                         | TN                 | 1927 | Cambia Provincia a           |                                                             | BZ           |
| H295          | Rina                         | BZ                 | 1929 | Aggregato al Com. di         | Marebbe                                                     | BZ           |
| H299          | Rio di Pusteria              | TN                 | 1927 | Cambia Provincia a           |                                                             | BZ           |
| H306          | Riomolino                    | TN                 | 1927 | Cambia Provincia a           |                                                             | BZ           |
| H306          | Riomolino                    | BZ                 | 1928 | Aggregato al Com. di         | Gais                                                        | BZ           |
| H330          | Riva                         | TN                 | 1969 | Cambia denominazione in      | Riva del Garda                                              | TN           |
| H332          | Riva in Valle                | TN                 | 1923 | Cambia denominazione in      | Riva di Tures                                               | TN           |
| H332          | Riva di Tures                | TN                 | 1927 | Cambia Provincia a           |                                                             | BZ           |
| H332          | Riva di Tures                | BZ                 | 1929 | Aggregato al Com. di         | Campo Tures                                                 | BZ           |
| H476          | Rodengo                      | TN                 | 1927 | Cambia Provincia a           |                                                             | BZ           |
| H476          | Rodengo                      | BZ                 | 1929 | Aggregato al Com. di         | Rio di Pusteria                                             | BZ           |
| H476          | Rodengo                      | BZ                 | 1956 | Ristaccato dal Com. di       | Rio di Pusteria                                             | BZ           |
| H504          | Romagnano                    | TN                 | 1926 | Aggregato al Com. di         | Trento                                                      | TN           |
| H506          | Romallo                      | TN                 | 1928 | Aggregato al Com. di         | Revò                                                        | TN           |
| H506          | Romallo                      | TN                 | 1950 | Ristaccato dal Com. di       | Revò                                                        | TN           |
| H506          | Romallo                      | TN                 | 2020 | Aggregato al Nuovo Com. di   | Novella                                                     | TN           |
| H515          | Romarzolo                    | TN                 | 1929 | Aggregato al Com. di         | Arco                                                        | TN           |
| H528          | Roncegno                     | TN                 | 2005 | Cambia denominazione in      | Roncegno Terme                                              | TN           |
| H532          | Ronchi di Valsugana          | TN                 | 1923 | Cambia denominazione in      | Ronchi                                                      | TN           |
| H532          | Ronchi                       | TN                 | 1928 | Aggregato al Com. di         | Borgo                                                       | TN           |
| H532          | Ronchi                       | TN                 | 1947 | Ristaccato dal Com. di       | Borgo                                                       | TN           |
| H532          | Ronchi                       | TN                 | 1957 | Cambia denominazione in      | Ronchi Valsugana                                            | TN           |
| H543          | Roncogno                     | TN                 | 1929 | Aggregato al Com. di         | Pergine Valsugana                                           | TN           |
| H545          | Roncone                      | TN                 | 2016 | Aggregato al Nuovo Com. di   | Sella Giudicarie                                            | TN           |
| H551          | Ronzo                        | TN                 | 1924 | Aggregato al Com. di         | Pannone                                                     | TN           |
| H552          | Ronzone                      | TN                 | 1928 | Aggregato al Com. di         | Cavareno                                                    | TN           |
| H552          | Ronzone                      | TN                 | 1953 | Ristaccato dal Com. di       | Cavareno                                                    | TN           |
| H605          | Rover Carbonare              | TN                 | 1925 | Aggregato al Com. di         | Capriana                                                    | TN           |
| H634          | Ruffré                       | TN                 | 1928 | Aggregato al Com. di         | Cavareno                                                    | TN           |
| H634          | Ruffré                       | TN                 | 1953 | Ristaccato dal Com. di       | Cavareno                                                    | TN           |
| H634          | Ruffré                       | TN                 | 2005 | Cambia denominazione in      | Ruffré-Mendola                                              | TN           |
| H666          | Sagron Mis                   | TN                 | 1927 | Aggregato al Nuovo Com. di   | Primiero                                                    | TN           |
| H666          | Sagron Mis                   | TN                 | 1947 | Ristaccato dal Com. di       | Primiero                                                    | TN           |
| H719          | Salorno                      | TN                 | 1948 | Cambia Provincia a           |                                                             | BZ           |
| H719          | Salorno                      | BZ                 | 2019 | Cambia denominazione in      | Salorno sulla Strada del Vino                               | BZ           |
| H750          | Samoclevo                    | TN                 | 1929 | Aggregato al Com. di         | Caldes                                                      | TN           |
| H754          | Samone                       | TN                 | 1928 | Aggregato al Com. di         | Strigno                                                     | TN           |
| H754          | Samone                       | TN                 | 1947 | Ristaccato dal Com. di       | Strigno                                                     | TN           |
| H786          | San Candido                  | TN                 | 1927 | Cambia Provincia a           |                                                             | BZ           |
| H837          | San Felice                   | TN                 | 1928 | Aggregato al Com. di         | Fondo                                                       | TN           |
| H837          | San Felice                   | TN                 | 1947 | Ristaccato dal Com. di       | Fondo                                                       | TN           |
| H837          | San Felice                   | TN                 | 1948 | Cambia Provincia a           |                                                             | BZ           |
| H837          | San Felice                   | BZ                 | 1974 | Aggregato al Nuovo Com. di   | Senale-San Felice                                           | BZ           |
| H858          | San Genesio                  | TN                 | 1927 | Cambia Provincia a           |                                                             | BZ           |
| H858          | San Genesio                  | BZ                 | 1928 | Cambia denominazione in      | San Genesio Atesino                                         | BZ           |
| H866          | San Giacomo in Valle Aurina  | TN                 | 1923 | Cambia denominazione in      | San Giacomo                                                 | TN           |
| H866          | San Giacomo                  | TN                 | 1927 | Cambia Provincia a           |                                                             | BZ           |
| H866          | San Giacomo                  | BZ                 | 1929 | Aggregato al Nuovo Com. di   | Valle Aurina                                                | BZ           |
| H869          | San Giacomo                  | TN                 | 1929 | Aggregato al Com. di         | Caldes                                                      | TN           |
| H879          | San Giorgio in Val Tures     | TN                 | 1923 | Cambia denominazione in      | San Giorgio                                                 | TN           |
| H879          | San Giorgio                  | TN                 | 1927 | Cambia Provincia a           |                                                             | BZ           |
| H879          | San Giorgio                  | BZ                 | 1928 | Aggregato al Com. di         | Brunico                                                     | BZ           |
| H902          | San Giovanni in Valle Aurina | TN                 | 1923 | Cambia denominazione in      | San Giovanni                                                | TN           |
| H902          | San Giovanni                 | TN                 | 1927 | Cambia Provincia a           |                                                             | BZ           |
| H902          | San Giovanni                 | BZ                 | 1929 | Aggregato al Nuovo Com. di   | Valle Aurina                                                | BZ           |
| H950          | San Leonardo in Passiria     | TN                 | 1923 | Cambia denominazione in      | San Leonardo                                                | TN           |
| H950          | San Leonardo                 | TN                 | 1927 | Cambia Provincia a           |                                                             | BZ           |
| H950          | San Leonardo                 | BZ                 | 1928 | Aggregato al Nuovo Com. di   | San Leonardo in Passiria                                    | BZ           |
| H956          | San Lorenzo in Pusteria      | TN                 | 1923 | Cambia denominazione in      | San Lorenzo                                                 | TN           |
| H956          | San Lorenzo                  | TN                 | 1927 | Cambia Provincia a           |                                                             | BZ           |
| H956          | San Lorenzo                  | BZ                 | 1928 | Cambia denominazione in      | San Lorenzo in Pusteria                                     | BZ           |
| H956          | San Lorenzo in Pusteria      | BZ                 | 1940 | Cambia denominazione in      | San Lorenzo di Sebato                                       | BZ           |
| H966          | San Lorenzo                  | TN                 | 1923 | Cambia denominazione in      | San Lorenzo in Banale                                       | TN           |
| H966          | San Lorenzo in Banale        | TN                 | 2015 | Aggregato al Nuovo Com. di   | San Lorenzo Dorsino                                         | TN           |
| H972          | San Lugano                   | TN                 | 1926 | Aggregato al Com. di         | Trodena                                                     | TN           |
| H988          | San Martino in Badia         | TN                 | 1923 | Cambia denominazione in      | San Martino                                                 | TN           |
| H988          | San Martino                  | TN                 | 1927 | Cambia Provincia a           |                                                             | BZ           |
| H988          | San Martino                  | BZ                 | 1928 | Cambia denominazione in      | San Martino in Badia                                        | BZ           |
| H989          | San Martino in Passiria      | TN                 | 1923 | Cambia denominazione in      | San Martino                                                 | TN           |
| H989          | San Martino                  | TN                 | 1927 | Cambia Provincia a           |                                                             | BZ           |
| H989          | San Martino                  | BZ                 | 1928 | Aggregato al Nuovo Com. di   | San Leonardo in Passiria                                    | BZ           |
| H989          | San Martino                  | BZ                 | 1953 | Ristaccato dal Com. di       | San Leonardo in Passiria                                    | BZ           |
| H989          | San Martino                  | BZ                 | 1953 | Cambia denominazione in      | San Martino in Passiria                                     | BZ           |
| I001          | San Martino al Monte         | TN                 | 1927 | Cambia Provincia a           |                                                             | BZ           |
| I001          | San Martino al Monte         | BZ                 | 1928 | Aggregato al Com. di         | Laces                                                       | BZ           |
| I010          | San Martino in Casies        | TN                 | 1927 | Cambia Provincia a           |                                                             | BZ           |
| I010          | San Martino in Casies        | BZ                 | 1929 | Aggregato al Nuovo Com. di   | Valle di Casies                                             | BZ           |
| I042          | San Michele                  | TN                 | 1923 | Cambia denominazione in      | San Michele all'Adige                                       | TN           |
| I065          | San Pancrazio                | BZ                 | 1960 | Staccato dal Com. di         | Ultimo                                                      | BZ           |
| I087          | San Pietro in Valle Aurina   | TN                 | 1923 | Cambia denominazione in      | San Pietro                                                  | TN           |
| I087          | San Pietro                   | TN                 | 1927 | Cambia Provincia a           |                                                             | BZ           |
| I087          | San Pietro                   | BZ                 | 1929 | Aggregato al Nuovo Com. di   | Valle Aurina                                                | BZ           |
| I159          | San Sigismondo               | TN                 | 1927 | Cambia Provincia a           |                                                             | BZ           |
| I159          | San Sigismondo               | BZ                 | 1929 | Aggregato al Com. di         | Chienes                                                     | BZ           |
| I173          | Santa Cristina in Gardena    | TN                 | 1923 | Cambia denominazione in      | Santa Cristina                                              | TN           |
| I173          | Santa Cristina               | TN                 | 1927 | Cambia Provincia a           |                                                             | BZ           |
| I173          | Santa Cristina               | BZ                 | 1956 | Cambia denominazione in      | Santa Cristina Valgardena                                   | BZ           |
| I223          | Santa Maddalena in Casies    | TN                 | 1927 | Cambia Provincia a           |                                                             | BZ           |
| I223          | Santa Maddalena in Casies    | BZ                 | 1929 | Aggregato al Nuovo Com. di   | Valle di Casies                                             | BZ           |
| I229          | Santa Margherita             | TN                 | 1928 | Aggregato al Com. di         | Ala                                                         | TN           |
| I272          | Sant'Andrea in Monte         | TN                 | 1927 | Cambia Provincia a           |                                                             | BZ           |
| I272          | Sant'Andrea in Monte         | BZ                 | 1941 | Aggregato al Com. di         | Bressanone                                                  | BZ           |
| I354          | Sant'Orsola                  | TN                 | 1986 | Cambia denominazione in      | Sant'Orsola Terme                                           | TN           |
| I378          | San Valentino al Brennero    | TN                 | 1923 | Cambia denominazione in      | Brennero                                                    | TN           |
| I379          | San Valentino alla Muta      | TN                 | 1923 | Cambia denominazione in      | San Valentino alla Mutta                                    | TN           |
| I379          | San Valentino alla Mutta     | TN                 | 1927 | Cambia Provincia a           |                                                             | BZ           |
| I379          | San Valentino alla Mutta     | BZ                 | 1928 | Aggregato al Nuovo Com. di   | Curon Venosta                                               | BZ           |
| I419          | Saone                        | TN                 | 1928 | Aggregato al Com. di         | Tione di Trento                                             | TN           |
| I427          | Sardagna                     | TN                 | 1926 | Aggregato al Com. di         | Trento                                                      | TN           |
| I431          | Sarentino                    | TN                 | 1927 | Cambia Provincia a           |                                                             | BZ           |
| I439          | Sarnonico                    | TN                 | 1928 | Aggregato al Com. di         | Cavareno                                                    | TN           |
| I439          | Sarnonico                    | TN                 | 1953 | Ristaccato dal Com. di       | Cavareno                                                    | TN           |
| I458          | Sasso                        | TN                 | 1929 | Aggregato al Com. di         | Villa Lagarina                                              | TN           |
| I458          | Sasso                        | TN                 | 1955 | Passa Post Mortem            | da Villa Lagarina a Nogaredo                                | TN           |
| I488          | Scale                        | TN                 | 1923 | Cambia denominazione in      | Scaleres                                                    | TN           |
| I488          | Scaleres                     | TN                 | 1927 | Cambia Provincia a           |                                                             | BZ           |
| I488          | Scaleres                     | BZ                 | 1929 | Aggregato al Com. di         | Varna                                                       | BZ           |
| I516          | Scaves                       | TN                 | 1923 | Cambia denominazione in      | Sciaves                                                     | TN           |
| I516          | Sciaves                      | TN                 | 1927 | Cambia Provincia a           |                                                             | BZ           |
| I516          | Sciaves                      | BZ                 | 1929 | Aggregato al Nuovo Com. di   | Naz-Sciaves                                                 | BZ           |
| I518          | Sclemo                       | TN                 | 1928 | Aggregato al Com. di         | Stenico                                                     | TN           |
| I519          | Scena                        | TN                 | 1927 | Cambia Provincia a           |                                                             | BZ           |
| I554          | Scurelle                     | TN                 | 1928 | Aggregato al Com. di         | Strigno                                                     | TN           |
| I554          | Scurelle                     | TN                 | 1947 | Ristaccato dal Com. di       | Strigno                                                     | TN           |
| I575          | Segno                        | TN                 | 1929 | Aggregato al Com. di         | Taio                                                        | TN           |
| I575          | Segno                        | TN                 | 2015 | Passa Post Mortem            | da Taio a Predaia                                           | TN           |
| I579          | Seio                         | TN                 | 1928 | Aggregato al Com. di         | Cavareno                                                    | TN           |
| I591          | Selva in Gardena             | TN                 | 1923 | Cambia denominazione in      | Selva                                                       | TN           |
| I591          | Selva                        | TN                 | 1927 | Cambia Provincia a           |                                                             | BZ           |
| I591          | Selva                        | BZ                 | 1955 | Cambia denominazione in      | Selva di Val Gardena                                        | BZ           |
| I593          | Selva dei Molini             | TN                 | 1927 | Cambia Provincia a           |                                                             | BZ           |
| I603          | Senale                       | TN                 | 1928 | Aggregato al Com. di         | Fondo                                                       | TN           |
| I603          | Senale                       | TN                 | 1947 | Ristaccato dal Com. di       | Fondo                                                       | TN           |
| I603          | Senale                       | TN                 | 1948 | Cambia Provincia a           |                                                             | BZ           |
| I603          | Senale                       | BZ                 | 1974 | Aggregato al Nuovo Com. di   | Senale-San Felice                                           | BZ           |
| I604          | Senales in Venosta           | TN                 | 1923 | Cambia denominazione in      | Senales                                                     | TN           |
| I604          | Senales                      | TN                 | 1927 | Cambia Provincia a           |                                                             | BZ           |
| I617          | Seo                          | TN                 | 1928 | Aggregato al Com. di         | Stenico                                                     | TN           |
| I665          | Serravalle                   | TN                 | 1923 | Cambia denominazione in      | Serravalle all'Adige                                        | TN           |
| I665          | Serravalle all'Adige         | TN                 | 1928 | Aggregato al Com. di         | Ala                                                         | TN           |
| I672          | Serso                        | TN                 | 1929 | Aggregato al Com. di         | Pergine Valsugana                                           | TN           |
| I687          | Sesto                        | TN                 | 1927 | Cambia Provincia a           |                                                             | BZ           |
| I710          | Sevignano                    | TN                 | 1928 | Aggregato al Com. di         | Segonzano                                                   | TN           |
| I714          | Sfruz                        | TN                 | 1929 | Aggregato al Com. di         | Coredo                                                      | TN           |
| I714          | Sfruz                        | TN                 | 1952 | Ristaccato dal Com. di       | Coredo                                                      | TN           |
| I729          | Silandro                     | TN                 | 1927 | Cambia Provincia a           |                                                             | BZ           |
| I760          | Siror                        | TN                 | 1927 | Aggregato al Nuovo Com. di   | Primiero                                                    | TN           |
| I760          | Siror                        | TN                 | 1947 | Ristaccato dal Com. di       | Primiero                                                    | TN           |
| I760          | Siror                        | TN                 | 2016 | Aggregato al Nuovo Com. di   | Primiero San Martino di Castrozza                           | TN           |
| I769          | Sliniga                      | TN                 | 1923 | Cambia denominazione in      | Slingia                                                     | TN           |
| I769          | Slingia                      | TN                 | 1927 | Cambia Provincia a           |                                                             | BZ           |
| I769          | Slingia                      | BZ                 | 1928 | Aggregato al Nuovo Com. di   | Malles Venosta                                              | BZ           |
| I771          | Sluderno                     | TN                 | 1927 | Cambia Provincia a           |                                                             | BZ           |
| I772          | Smarano                      | TN                 | 1929 | Aggregato al Com. di         | Coredo                                                      | TN           |
| I772          | Smarano                      | TN                 | 1952 | Ristaccato dal Com. di       | Coredo                                                      | TN           |
| I772          | Smarano                      | TN                 | 2015 | Aggregato al Nuovo Com. di   | Predaia                                                     | TN           |
| I834          | Sopramonte                   | TN                 | 1926 | Aggregato al Com. di         | Trento                                                      | TN           |
| I839          | Soraga                       | TN                 | 1926 | Aggregato al Com. di         | Vigo di Fassa                                               | TN           |
| I839          | Soraga                       | TN                 | 1952 | Ristaccato dal Com. di       | Vigo di Fassa                                               | TN           |
| I839          | Soraga                       | TN                 | 2017 | Cambia denominazione in      | Soraga di Fassa                                             | TN           |
| I889          | Spera                        | TN                 | 1928 | Aggregato al Com. di         | Strigno                                                     | TN           |
| I889          | Spera                        | TN                 | 1947 | Ristaccato dal Com. di       | Strigno                                                     | TN           |
| I889          | Spera                        | TN                 | 2016 | Aggregato al Nuovo Com. di   | Castel Ivano                                                | TN           |
| I900          | Spignes                      | TN                 | 1923 | Cambia denominazione in      | Spinga                                                      | TN           |
| I900          | Spinga                       | TN                 | 1927 | Cambia Provincia a           |                                                             | BZ           |
| I900          | Spinga                       | BZ                 | 1929 | Aggregato al Com. di         | Rio di Pusteria                                             | BZ           |
| I924          | Spormaggiore                 | TN                 | 1930 | Cambia denominazione in      | Spor                                                        | TN           |
| I924          | Spor                         | TN                 | 1947 | Cambia denominazione in      | Spormaggiore                                                | TN           |
| I925          | Sporminore                   | TN                 | 1928 | Aggregato al Com. di         | Spormaggiore                                                | TN           |
| I925          | Sporminore                   | TN                 | 1947 | Ristaccato dal Com. di       | Spor                                                        | TN           |
| I940          | Stave                        | TN                 | 1923 | Cambia denominazione in      | Stava                                                       | TN           |
| I940          | Stava                        | TN                 | 1927 | Cambia Provincia a           |                                                             | BZ           |
| I940          | Stava                        | BZ                 | 1928 | Aggregato al Com. di         | Naturno                                                     | BZ           |
| I948          | Stelvio                      | TN                 | 1927 | Cambia Provincia a           |                                                             | BZ           |
| I948          | Stelvio                      | BZ                 | 1929 | Aggregato al Nuovo Com. di   | Prato allo Stelvio                                          | BZ           |
| I948          | Stelvio                      | BZ                 | 1953 | Ristaccato dal Com. di       | Prato allo Stelvio                                          | BZ           |
| I958          | Stilves                      | TN                 | 1927 | Cambia Provincia a           |                                                             | BZ           |
| I958          | Stilves                      | BZ                 | 1928 | Aggregato al Nuovo Com. di   | Campo di Trens                                              | BZ           |
| I967          | Strada                       | TN                 | 1928 | Aggregato al Nuovo Com. di   | Pieve di Bono                                               | TN           |
| I967          | Strada                       | TN                 | 2016 | Passa Post Mortem            | da Pieve di Bono a Pieve di Bono-Prezzo                     | TN           |
| I972          | Stramentizzo                 | TN                 | 1925 | Aggregato al Com. di         | Castello di Fiemme                                          | TN           |
| I979          | Strigno                      | TN                 | 2016 | Aggregato al Nuovo Com. di   | Castel Ivano                                                | TN           |
| I988          | Stumiaga                     | TN                 | 1928 | Aggregato al Nuovo Com. di   | Lomaso                                                      | TN           |
| I988          | Stumiaga                     | TN                 | 1952 | Passa Post Mortem            | da Lomaso a Fiavé                                           | TN           |
| L012          | Susà                         | TN                 | 1929 | Aggregato al Com. di         | Pergine Valsugana                                           | TN           |
| L021          | Tablà                        | TN                 | 1927 | Cambia Provincia a           |                                                             | BZ           |
| L021          | Tablà                        | BZ                 | 1928 | Aggregato al Com. di         | Naturno                                                     | BZ           |
| L033          | Taio                         | TN                 | 2015 | Aggregato al Nuovo Com. di   | Predaia                                                     | TN           |
| L041          | Tanas                        | TN                 | 1927 | Cambia Provincia a           |                                                             | BZ           |
| L041          | Tanas                        | BZ                 | 1929 | Aggregato al Com. di         | Lasa                                                        | BZ           |
| L051          | Tarres di Sopra              | TN                 | 1923 | Cambia denominazione in      | Tarces                                                      | TN           |
| L051          | Tarces                       | TN                 | 1927 | Cambia Provincia a           |                                                             | BZ           |
| L051          | Tarces                       | BZ                 | 1928 | Aggregato al Nuovo Com. di   | Malles Venosta                                              | BZ           |
| L054          | Tarres di Sotto              | TN                 | 1923 | Cambia denominazione in      | Tarres                                                      | TN           |
| L054          | Tarres                       | TN                 | 1927 | Cambia Provincia a           |                                                             | BZ           |
| L054          | Tarres                       | BZ                 | 1928 | Aggregato al Com. di         | Laces                                                       | BZ           |
| L060          | Tassullo                     | TN                 | 2016 | Aggregato al Nuovo Com. di   | Ville d'Anaunia                                             | TN           |
| L076          | Tavodo                       | TN                 | 1928 | Aggregato al Com. di         | San Lorenzo in Banale                                       | TN           |
| L076          | Tavodo                       | TN                 | 2015 | Passa Post Mortem            | da San Lorenzo in Banale a San Lorenzo Dorsino              | TN           |
| L079          | Tavon                        | TN                 | 1929 | Aggregato al Com. di         | Coredo                                                      | TN           |
| L079          | Tavon                        | TN                 | 2015 | Passa Post Mortem            | da Coredo a Predaia                                         | TN           |
| L089          | Telve                        | TN                 | 1928 | Aggregato al Com. di         | Borgo                                                       | TN           |
| L089          | Telve                        | TN                 | 1947 | Ristaccato dal Com. di       | Borgo                                                       | TN           |
| L090          | Telve di Sopra               | TN                 | 1928 | Aggregato al Com. di         | Borgo                                                       | TN           |
| L090          | Telve di Sopra               | TN                 | 1947 | Ristaccato dal Com. di       | Borgo                                                       | TN           |
| L091          | Telves                       | TN                 | 1927 | Cambia Provincia a           |                                                             | BZ           |
| L091          | Telves                       | BZ                 | 1929 | Aggregato al Com. di         | Racines                                                     | BZ           |
| L098          | Teodona                      | TN                 | 1923 | Cambia denominazione in      | Teodone                                                     | TN           |
| L098          | Teodone                      | TN                 | 1927 | Cambia Provincia a           |                                                             | BZ           |
| L098          | Teodone                      | BZ                 | 1928 | Aggregato al Com. di         | Brunico                                                     | BZ           |
| L106          | Terento                      | TN                 | 1927 | Cambia Provincia a           |                                                             | BZ           |
| L107          | Terlago                      | TN                 | 2016 | Aggregato al Nuovo Com. di   | Vallelaghi                                                  | TN           |
| L108          | Terlano                      | TN                 | 1927 | Cambia Provincia a           |                                                             | BZ           |
| L110          | Termenago                    | TN                 | 1928 | Aggregato al Com. di         | Ossana                                                      | TN           |
| L110          | Termenago                    | TN                 | 1954 | Passa Post Mortem            | da Ossana a Pellizzano                                      | TN           |
| L111          | Termeno                      | TN                 | 1948 | Cambia Provincia a           |                                                             | BZ           |
| L111          | Termeno                      | BZ                 | 1971 | Cambia denominazione in      | Termeno sulla Strada del Vino                               | BZ           |
| L114          | Termon                       | TN                 | 1928 | Aggregato al Com. di         | Denno                                                       | TN           |
| L114          | Termon                       | TN                 | 1952 | Passa Post Mortem            | da Denno a Campodenno                                       | TN           |
| L137          | Terres                       | TN                 | 1928 | Aggregato al Com. di         | Flavon                                                      | TN           |
| L137          | Terres                       | TN                 | 1947 | Ristaccato dal Com. di       | Flavon                                                      | TN           |
| L137          | Terres                       | TN                 | 2016 | Aggregato al Nuovo Com. di   | Contà                                                       | TN           |
| L145          | Terzolas                     | TN                 | 1928 | Aggregato al Com. di         | Malé                                                        | TN           |
| L145          | Terzolas                     | TN                 | 1953 | Ristaccato dal Com. di       | Malé                                                        | TN           |
| L148          | Tesido                       | TN                 | 1927 | Cambia Provincia a           |                                                             | BZ           |
| L148          | Tesido                       | BZ                 | 1929 | Aggregato al Com. di         | Monguelfo                                                   | BZ           |
| L149          | Tesimo                       | TN                 | 1927 | Cambia Provincia a           |                                                             | BZ           |
| L161          | Tiarno                       | TN                 | 1947 | Suddiviso fra i comuni di    | Tiarno di Sopra e Tiarno di Sotto                           | TN           |
| L162          | Tiarno di Sopra              | TN                 | 1928 | Aggregato al Nuovo Com. di   | Tiarno                                                      | TN           |
| L162          | Tiarno di Sopra              | TN                 | 1947 | Ristaccato dal Com. di       | Tiarno                                                      | TN           |
| L162          | Tiarno di Sopra              | TN                 | 2010 | Aggregato al Nuovo Com. di   | Ledro                                                       | TN           |
| L163          | Tiarno di Sotto              | TN                 | 1928 | Aggregato al Nuovo Com. di   | Tiarno                                                      | TN           |
| L163          | Tiarno di Sotto              | TN                 | 1947 | Ristaccato dal Com. di       | Tiarno                                                      | TN           |
| L163          | Tiarno di Sotto              | TN                 | 2010 | Aggregato al Nuovo Com. di   | Ledro                                                       | TN           |
| L174          | Tione                        | TN                 | 1928 | Cambia denominazione in      | Tione di Trento                                             | TN           |
| L176          | Tires                        | TN                 | 1927 | Cambia Provincia a           |                                                             | BZ           |
| L178          | Tirolo                       | TN                 | 1927 | Cambia Provincia a           |                                                             | BZ           |
| L179          | Tisa                         | TN                 | 1923 | Cambia denominazione in      | Tiso                                                        | TN           |
| L179          | Tiso                         | TN                 | 1927 | Cambia Provincia a           |                                                             | BZ           |
| L179          | Tiso                         | BZ                 | 1929 | Aggregato al Com. di         | Funes                                                       | BZ           |
| L201          | Tonadico                     | TN                 | 1927 | Aggregato al Nuovo Com. di   | Primiero                                                    | TN           |
| L201          | Tonadico                     | TN                 | 1947 | Ristaccato dal Com. di       | Primiero                                                    | TN           |
| L201          | Tonadico                     | TN                 | 2016 | Aggregato al Nuovo Com. di   | Primiero San Martino di Castrozza                           | TN           |
| L211          | Torcegno                     | TN                 | 1928 | Aggregato al Com. di         | Borgo                                                       | TN           |
| L211          | Torcegno                     | TN                 | 1947 | Ristaccato dal Com. di       | Borgo                                                       | TN           |
| L232          | Torra                        | TN                 | 1929 | Aggregato al Com. di         | Taio                                                        | TN           |
| L232          | Torra                        | TN                 | 2015 | Passa Post Mortem            | da Taio a Predaia                                           | TN           |
| L313          | Toss                         | TN                 | 1928 | Aggregato al Nuovo Com. di   | Ton                                                         | TN           |
| L329          | Transacqua                   | TN                 | 1927 | Aggregato al Nuovo Com. di   | Primiero                                                    | TN           |
| L329          | Transacqua                   | TN                 | 1947 | Ristaccato dal Com. di       | Primiero                                                    | TN           |
| L329          | Transacqua                   | TN                 | 2016 | Aggregato al Nuovo Com. di   | Primiero San Martino di Castrozza                           | TN           |
| L374          | Trens                        | TN                 | 1927 | Cambia Provincia a           |                                                             | BZ           |
| L374          | Trens                        | BZ                 | 1928 | Aggregato al Nuovo Com. di   | Campo di Trens                                              | BZ           |
| L385          | Tres                         | TN                 | 2015 | Aggregato al Nuovo Com. di   | Predaia                                                     | TN           |
| L444          | Trodena                      | TN                 | 1948 | Cambia Provincia a           |                                                             | BZ           |
| L444          | Trodena                      | BZ                 | 2008 | Cambia denominazione in      | Trodena nel parco naturale                                  | BZ           |
| L455          | Tubre                        | TN                 | 1927 | Cambia Provincia a           |                                                             | BZ           |
| L456          | Tuenetto                     | TN                 | 1929 | Aggregato al Com. di         | Taio                                                        | TN           |
| L456          | Tuenetto                     | TN                 | 2015 | Passa Post Mortem            | da Taio a Predaia                                           | TN           |
| L457          | Tuenno                       | TN                 | 2016 | Aggregato al Nuovo Com. di   | Ville d'Anaunia                                             | TN           |
| L465          | Tunes                        | TN                 | 1927 | Cambia Provincia a           |                                                             | BZ           |
| L465          | Tunes                        | BZ                 | 1931 | Aggregato al Com. di         | Vipiteno                                                    | BZ           |
| L468          | Turano                       | TN                 | 1932 | Cambia denominazione in      | Valvestino                                                  | TN           |
| L468          | Valvestino                   | TN                 | 1934 | Cambia Provincia e Regione a |                                                             | BS Lombardia |
| L490          | Ultimo                       | TN                 | 1927 | Cambia Provincia a           |                                                             | BZ           |
| L527          | Vadena                       | TN                 | 1927 | Cambia Provincia a           |                                                             | BZ           |
| L543          | Velasio                      | TN                 | 1923 | Cambia denominazione in      | Valas                                                       | TN           |
| L543          | Valas                        | TN                 | 1927 | Cambia Provincia a           |                                                             | BZ           |
| L543          | Valas                        | BZ                 | 1928 | Aggregato al Com. di         | San Genesio Atesino                                         | BZ           |
| L550          | Valda                        | TN                 | 1928 | Aggregato al Com. di         | Grumes                                                      | TN           |
| L550          | Valda                        | TN                 | 1952 | Ristaccato dal Com. di       | Grumes                                                      | TN           |
| L550          | Valda                        | TN                 | 2016 | Aggregato al Nuovo Com. di   | Altavalle                                                   | TN           |
| L552          | Valdaora                     | TN                 | 1927 | Cambia Provincia a           |                                                             | BZ           |
| L552          | Valdaora                     | BZ                 | 1928 | Aggregato al Nuovo Com. di   | Rasun Valdaora                                              | BZ           |
| L552          | Valdaora                     | BZ                 | 1955 | Ristaccato dal Com. di       | Rasun Valdaora                                              | BZ           |
| L559          | Valdigiovo                   | TN                 | 1923 | Cambia denominazione in      | Valgiovo                                                    | TN           |
| L559          | Valgiovo                     | TN                 | 1927 | Cambia Provincia a           |                                                             | BZ           |
| L559          | Valgiovo                     | BZ                 | 1929 | Aggregato al Com. di         | Racines                                                     | BZ           |
| L587          | Vallarga                     | TN                 | 1927 | Cambia Provincia a           |                                                             | BZ           |
| L587          | Vallarga                     | BZ                 | 1929 | Aggregato al Nuovo Com. di   | Vandoies                                                    | BZ           |
| L608          | Vallelunga Carlino           | TN                 | 1923 | Cambia denominazione in      | Vallelunga                                                  | TN           |
| L608          | Vallelunga                   | TN                 | 1927 | Cambia Provincia a           |                                                             | BZ           |
| L608          | Vallelunga                   | BZ                 | 1928 | Aggregato al Nuovo Com. di   | Curon Venosta                                               | BZ           |
| L615          | Valles                       | TN                 | 1927 | Cambia Provincia a           |                                                             | BZ           |
| L615          | Valles                       | BZ                 | 1929 | Aggregato al Com. di         | Rio di Pusteria                                             | BZ           |
| L618          | Valle San Felice             | TN                 | 1924 | Aggregato al Com. di         | Mori                                                        | TN           |
| L621          | Valle San Silvestro          | TN                 | 1927 | Cambia Provincia a           |                                                             | BZ           |
| L621          | Valle San Silvestro          | BZ                 | 1928 | Aggregato al Com. di         | Dobbiaco                                                    | BZ           |
| L661          | Vandoies di Sopra            | TN                 | 1927 | Cambia Provincia a           |                                                             | BZ           |
| L661          | Vandoies di Sopra            | BZ                 | 1929 | Aggregato al Nuovo Com. di   | Vandoies                                                    | BZ           |
| L662          | Vandoies di Sotto            | TN                 | 1927 | Cambia Provincia a           |                                                             | BZ           |
| L662          | Vandoies di Sotto            | BZ                 | 1929 | Aggregato al Nuovo Com. di   | Vandoies                                                    | BZ           |
| L663          | Vanga                        | TN                 | 1927 | Cambia Provincia a           |                                                             | BZ           |
| L663          | Vanga                        | BZ                 | 1928 | Aggregato al Com. di         | Renon                                                       | BZ           |
| L678          | Varena                       | TN                 | 1928 | Aggregato al Com. di         | Cavalese                                                    | TN           |
| L678          | Varena                       | TN                 | 1946 | Ristaccato dal Com. di       | Cavalese                                                    | TN           |
| L678          | Varena                       | TN                 | 2020 | Aggregato al Nuovo Com. di   | Ville di Fiemme                                             | TN           |
| L687          | Varna                        | TN                 | 1927 | Cambia Provincia a           |                                                             | BZ           |
| L694          | Vasio                        | TN                 | 1928 | Aggregato al Com. di         | Fondo                                                       | TN           |
| L694          | Vasio                        | TN                 | 2020 | Passa Post Mortem            | da Fondo a Borgo d'Anaunia                                  | TN           |
| L697          | Vattaro                      | TN                 | 1928 | Aggregato al Com. di         | Vigolo Vattaro                                              | TN           |
| L697          | Vattaro                      | TN                 | 1947 | Ristaccato dal Com. di       | Vigolo Vattaro                                              | TN           |
| L697          | Vattaro                      | TN                 | 2016 | Aggregato al Nuovo Com. di   | Altopiano della Vigolana                                    | TN           |
| L724          | Velturno                     | TN                 | 1927 | Cambia Provincia a           |                                                             | BZ           |
| L724          | Velturno                     | BZ                 | 1929 | Aggregato al Com. di         | Chiusa                                                      | BZ           |
| L724          | Velturno                     | BZ                 | 1960 | Ristaccato dal Com. di       | Chiusa                                                      | BZ           |
| L745          | Verano                       | TN                 | 1927 | Cambia Provincia a           |                                                             | BZ           |
| L757          | Verdesina                    | TN                 | 1928 | Aggregato al Com. di         | Villa Rendena                                               | TN           |
| L757          | Verdesina                    | TN                 | 2016 | Passa Post Mortem            | da Villa Rendena a Porte di Rendena                         | TN           |
| L790          | Versciaco                    | TN                 | 1927 | Cambia Provincia a           |                                                             | BZ           |
| L790          | Versciaco                    | BZ                 | 1928 | Aggregato al Com. di         | San Candido                                                 | BZ           |
| L800          | Vervò                        | TN                 | 1929 | Aggregato al Com. di         | Tres                                                        | TN           |
| L800          | Vervò                        | TN                 | 1950 | Ristaccato dal Com. di       | Tres                                                        | TN           |
| L800          | Vervò                        | TN                 | 2015 | Aggregato al Nuovo Com. di   | Predaia                                                     | TN           |
| L818          | Vezzano in Venosta           | TN                 | 1923 | Cambia denominazione in      | Vezzano                                                     | TN           |
| L818          | Vezzano                      | TN                 | 1927 | Cambia Provincia a           |                                                             | BZ           |
| L818          | Vezzano                      | BZ                 | 1928 | Aggregato al Com. di         | Silandro                                                    | BZ           |
| L821          | Vezzano                      | TN                 | 2016 | Aggregato al Nuovo Com. di   | Vallelaghi                                                  | TN           |
| L832          | Viarago                      | TN                 | 1929 | Aggregato al Com. di         | Pergine Valsugana                                           | TN           |
| L863          | Vigalzano                    | TN                 | 1929 | Aggregato al Com. di         | Pergine Valsugana                                           | TN           |
| L884          | Vignola                      | TN                 | 1929 | Aggregato al Com. di         | Pergine Valsugana                                           | TN           |
| L884          | Vignola                      | TN                 | 1955 | Passa Post Mortem            | da Pergine Valsugana a Vignola-Falesina                     | TN           |
| L886          | Vignola-Falesina             | TN                 | 1955 | Staccato dal Com. di         | Pergine Valsugana                                           | TN           |
| L891          | Vigo d'Anaunia               | TN                 | 1923 | Cambia denominazione in      | Vigo                                                        | TN           |
| L891          | Vigo                         | TN                 | 1928 | Aggregato al Nuovo Com. di   | Ton                                                         | TN           |
| L893          | Vigo di Fassa                | TN                 | 2018 | Aggregato al Nuovo Com. di   | Sèn Jan di Fassa                                            | TN           |
| L895          | Vigolo Baselga               | TN                 | 1928 | Aggregato al Com. di         | Terlago                                                     | TN           |
| L895          | Vigolo Baselga               | TN                 | 1947 | Ristaccato dal Com. di       | Terlago                                                     | TN           |
| L895          | Vigolo Baselga               | TN                 | 1968 | Aggregato al Com. di         | Trento                                                      | TN           |
| L896          | Vigolo Vattaro               | TN                 | 2016 | Aggregato al Nuovo Com. di   | Altopiano della Vigolana                                    | TN           |
| L903          | Vigo Rendena                 | TN                 | 2016 | Aggregato al Nuovo Com. di   | Porte di Rendena                                            | TN           |
| L910          | Villa Agnedo                 | TN                 | 1928 | Aggregato al Com. di         | Strigno                                                     | TN           |
| L910          | Villa Agnedo                 | TN                 | 1947 | Ristaccato dal Com. di       | Strigno                                                     | TN           |
| L910          | Villa Agnedo                 | TN                 | 2016 | Aggregato al Nuovo Com. di   | Castel Ivano                                                | TN           |
| L911          | Villa Banale                 | TN                 | 1928 | Aggregato al Com. di         | Stenico                                                     | TN           |
| L914          | Villabassa                   | TN                 | 1927 | Cambia Provincia a           |                                                             | BZ           |
| L941          | Villa d'Uta                  | TN                 | 1923 | Cambia denominazione in      | Villa Ottone                                                | TN           |
| L941          | Villa Ottone                 | TN                 | 1927 | Cambia Provincia a           |                                                             | BZ           |
| L941          | Villa Ottone                 | BZ                 | 1928 | Aggregato al Com. di         | Gais                                                        | BZ           |
| L971          | Villandro                    | TN                 | 1927 | Cambia Provincia a           |                                                             | BZ           |
| M006          | Villa Rendena                | TN                 | 2016 | Aggregato al Nuovo Com. di   | Porte di Rendena                                            | TN           |
| M020          | Villa Santa Caterina         | TN                 | 1927 | Cambia Provincia a           |                                                             | BZ           |
| M020          | Villa Santa Caterina         | BZ                 | 1928 | Aggregato al Com. di         | Brunico                                                     | BZ           |
| M036          | Villazzano                   | TN                 | 1926 | Aggregato al Com. di         | Trento                                                      | TN           |
| M037          | Ville del Monte              | TN                 | 1929 | Aggregato al Com. di         | Tenno                                                       | TN           |
| M064          | Vion                         | TN                 | 1929 | Aggregato al Com. di         | Tres                                                        | TN           |
| M064          | Vion                         | TN                 | 2015 | Passa Post Mortem            | da Tres a Predaia                                           | TN           |
| M067          | Vipiteno                     | TN                 | 1927 | Cambia Provincia a           |                                                             | BZ           |
| M099          | Vizze                        | TN                 | 1927 | Cambia Provincia a           |                                                             | BZ           |
| M099          | Vizze                        | BZ                 | 1931 | Aggregato al Nuovo Com. di   | Val di Vizze                                                | BZ           |
| M142          | Zambana                      | TN                 | 2019 | Aggregato al Nuovo Com. di   | Terre d'Adige                                               | TN           |
| M173          | Ziano                        | TN                 | 1955 | Cambia denominazione in      | Ziano di Fiemme                                             | TN           |
| M198          | Zuclo                        | TN                 | 1928 | Aggregato al Com. di         | Tione di Trento                                             | TN           |
| M198          | Zuclo                        | TN                 | 1952 | Ristaccato dal Com. di       | Tione di Trento                                             | TN           |
| M198          | Zuclo                        | TN                 | 2016 | Aggregato al Nuovo Com. di   | Borgo Lares                                                 | TN           |
| M216          | Ballino                      | TN                 | 1928 | Aggregato al Com. di         | Fiavé                                                       | TN           |
| M217          | Barcesino                    | TN                 | 1928 | Aggregato al Com. di         | Molina di Ledro                                             | TN           |
| M217          | Barcesino                    | TN                 | 2010 | Passa Post Mortem            | da Molina di Ledro a Ledro                                  | TN           |
| M220          | Brancolino                   | TN                 | 1928 | Aggregato al Com. di         | Nogaredo                                                    | TN           |
| M221          | Brusino                      | TN                 | 1928 | Aggregato al Com. di         | Cavedine                                                    | TN           |
| M222          | Canale                       | TN                 | 1928 | Aggregato al Com. di         | Pergine Valsugana                                           | TN           |
| M225          | Castel Pietra                | TN                 | 1928 | Aggregato al Com. di         | Calliano                                                    | TN           |
| M228          | Dasindo                      | TN                 | 1928 | Aggregato al Nuovo Com. di   | Lomaso                                                      | TN           |
| M228          | Dasindo                      | TN                 | 2010 | Passa Post Mortem            | da Lomaso a Comano Terme                                    | TN           |
| M230          | Favrio                       | TN                 | 1928 | Aggregato al Com. di         | Fiavé                                                       | TN           |
| M231          | Godenzo                      | TN                 | 1928 | Aggregato al Nuovo Com. di   | Lomaso                                                      | TN           |
| M231          | Godenzo                      | TN                 | 2010 | Passa Post Mortem            | da Lomaso a Comano Terme                                    | TN           |
| M234          | Lases                        | TN                 | 1928 | Aggregato al Com. di         | Lona-Lases                                                  | TN           |
| M235          | Lona                         | TN                 | 1928 | Aggregato al Com. di         | Lona-Lases                                                  | TN           |
| M237          | Mala                         | TN                 | 1928 | Aggregato al Com. di         | Sant'Orsola Terme                                           | TN           |
| M238          | Menas                        | TN                 | 1928 | Aggregato al Com. di         | Mezzana                                                     | TN           |
| M239          | Montevaccino                 | TN                 | 1928 | Aggregato al Com. di         | Trento                                                      | TN           |
| M240          | Ortisé                       | TN                 | 1928 | Aggregato al Com. di         | Mezzana                                                     | TN           |
| M241          | Poia                         | TN                 | 1928 | Aggregato al Nuovo Com. di   | Lomaso                                                      | TN           |
| M241          | Poia                         | TN                 | 2010 | Passa Post Mortem            | da Lomaso a Comano Terme                                    | TN           |
| M245          | Savignano                    | TN                 | 1928 | Aggregato al Com. di         | Pomarolo                                                    | TN           |
| M246          | Stravino                     | TN                 | 1928 | Aggregato al Com. di         | Cavedine                                                    | TN           |
| M248          | Varano                       | TN                 | 1928 | Aggregato al Com. di         | Pannone                                                     | TN           |
| M248          | Varano                       | TN                 | 1971 | Passa Post Mortem            | da Pannone a Mori                                           | TN           |
| M249          | Vigo Cavedine                | TN                 | 1928 | Aggregato al Com. di         | Cavedine                                                    | TN           |
| M250          | Vigo Lomaso                  | TN                 | 1928 | Aggregato al Nuovo Com. di   | Lomaso                                                      | TN           |
| M250          | Vigo Lomaso                  | TN                 | 2010 | Passa Post Mortem            | da Lomaso a Comano Terme                                    | TN           |
| M251          | Villamontagna                | TN                 | 1928 | Aggregato al Com. di         | Trento                                                      | TN           |
| M306          | Colle Isarco                 | TN                 | 1927 | Cambia Provincia a           |                                                             | BZ           |
| M306          | Colle Isarco                 | BZ                 | 1929 | Cambia denominazione in      | Brennero                                                    | BZ           |
| M307          | Rasun Valdaora               | BZ                 | 1955 | Suddiviso fra i comuni di    | Rasun-Anterselva e Valdaora                                 | BZ           |
| M390          | Sèn Jan di Fassa             | TN                 | 2018 | Cambia denominazione in      | San Giovanni di Fassa                                       | TN           |

Nota: Non è inserito nella tabella il passaggio di 586 comuni della Venezia Tridentina alla nuova provincia di Trento il 14 febbraio 1923.